# Radverkehr in Kopenhagen

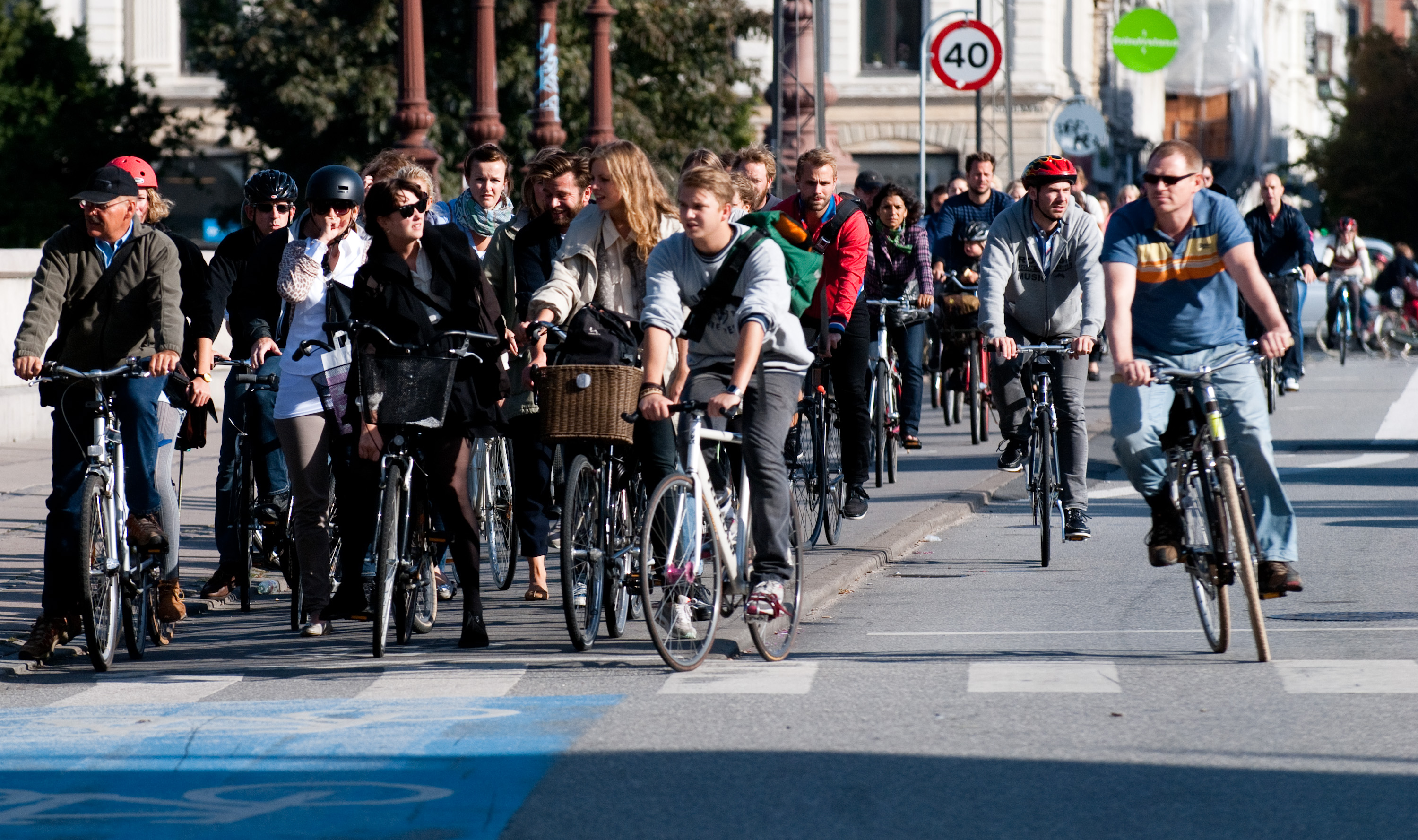
Berufsverkehr in Kopenhagen, nach eigenem Verständnis Stadt der Radfahrer – City of Cyclists, wo 45 % der Bevölkerung zur Arbeit oder Ausbildung mit dem Fahrrad pendeln

Radfahren in Kopenhagen ist – wie anderswo in Dänemark – eine wichtige Form des Verkehrs und prägt das Stadtbild, was besonders von Besuchern der Stadt oft hervorgehoben wird. Die Stadt bietet zahlreiche Voraussetzungen für angenehmes Radfahren: stark verdichtete städtische Besiedlung mit zahlreichen Zielen in kurzer Entfernung, flaches Gelände, ein weit ausgedehntes Netz gut ausgebauter Infrastruktur besonders für den fließenden Radverkehr, bestehend aus meist von der Fahrbahn abgetrennten Radwegen entlang von Straßen, aber auch durch Grünanlagen.
Die konsequente und seit etwa 1973 kontinuierliche, seit 1993 auch sehr systematische Förderung des Fahrradverkehrs hat, zusammen mit der inzwischen offensiven Öffentlichkeitsarbeit von Kopenhagen und ganz Dänemark, z. B. mit der Cycling Embassy of Denmark, der dänischen Fahrrad-Botschaft, den Ruf von Kopenhagen als möglicherweise weltbester Fahrradstadt in der Fachöffentlichkeit begründet. Von Stadt- und Verkehrsplanern und Vertretern von Radfahr-Lobby-Verbänden aus der ganzen Welt wird Kopenhagen immer wieder als vorbildliches Beispiel für die Bevorzugung des Radverkehrs genannt.
Nach unabhängigen Städtetests mit unterschiedlichen Methoden und Kriterien war Kopenhagen 2009 bis 2013 entweder die fahrradfreundlichste (große Groß-)Stadt der Welt, Nummer 2 nach Amsterdam oder Nummer 3 nach Amsterdam und Portland. Nach einem politischen Beschluss von 2011 bestand die Zielsetzung, bis Ende 2015 die weltbeste Fahrradstadt zu werden. Für die Umgestaltung von Städten mit besonderer Bevorzugung des Radverkehrs hat sich im Englischen bereits das Wort copenhagenize (dt. „Kopenhagenisierung“) eingebürgert. Inzwischen wird dieser Ruf nicht mehr nur unter Fachleuten, sondern zunehmend auch in Medien verschiedener Staaten weiterverbreitet.

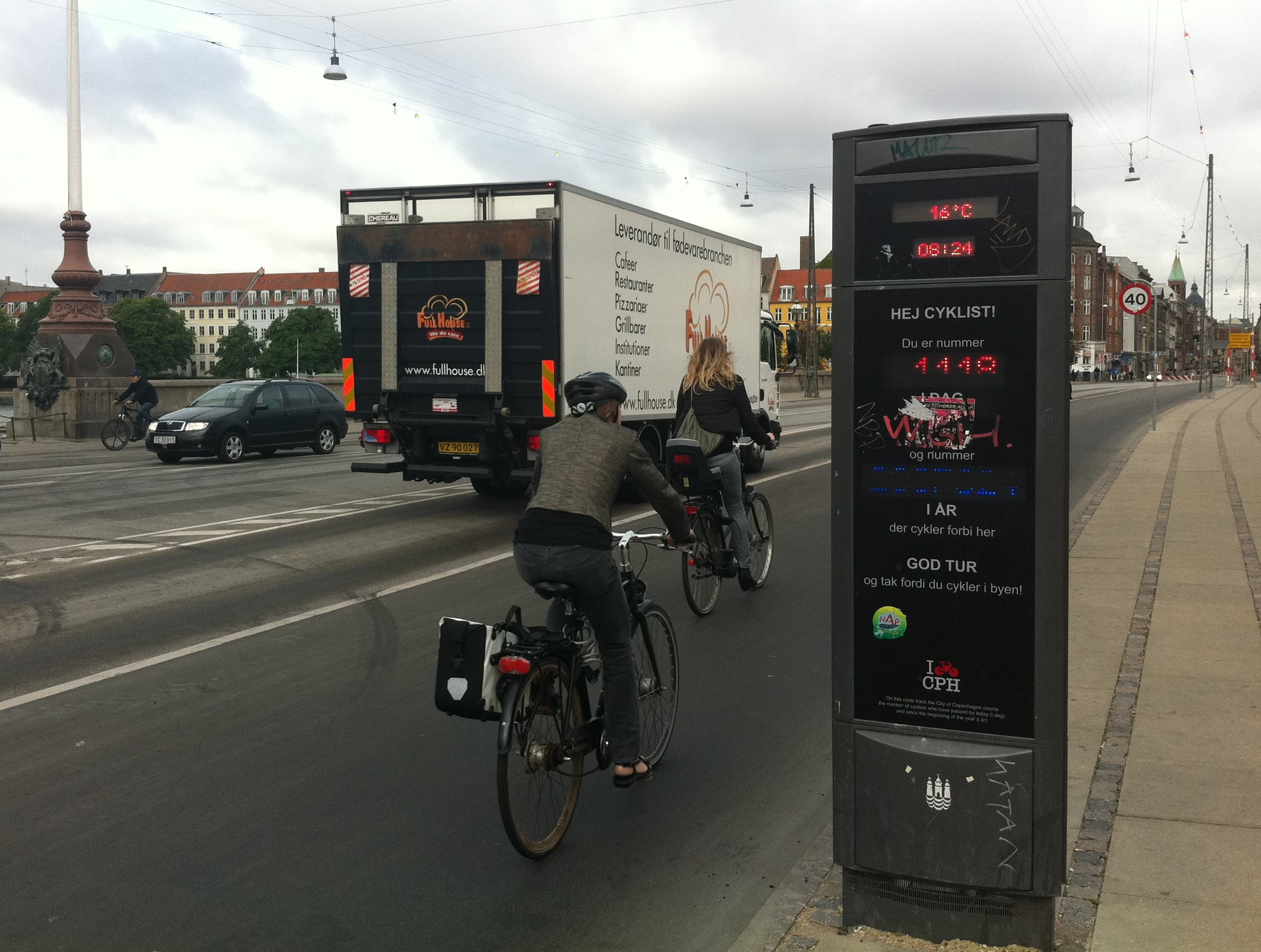
Nørrebrogade mit Radfahrer-Zählgerät

Jeden Tag werden 1,27 Millionen Kilometer in Kopenhagen mit dem Fahrrad zurückgelegt. 45 % der Einwohner pendeln zur Arbeit, Schule oder Universität mit dem Rad, im Binnenverkehr sogar 63 %. Darüber hinaus pendeln mehr Personen mit dem Rad in der Region mit Kopenhagen als Mittelpunkt, als beispielsweise in den ganzen USA zur Arbeit mit dem Rad fahren. Radfahren wird in Kopenhagen als gesünder, umweltfreundlicher, (auch volkswirtschaftlich) preisgünstiger und oft auch schnellere Form der Fortbewegung gegenüber Autoverkehr oder öffentlicher Verkehr eingestuft. Dies ist eine der Begründungen für das städtische Ziel von 2011, den Anteil der Radfahrer an den Pendlern bis 2015 auf 50 % zu steigern.
Eine besondere Bedeutung nimmt Den Grønne Sti (dt. Der grüne Pfad) ein, der das Stadtgebiet von Kopenhagen mit dem der Nachbarstadt Frederiksberg verbindet und als Fahrradschnellweg dient.

## Verkehrsmittelwahl 2010 und 2014

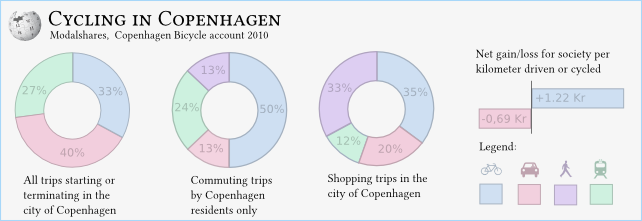
Verkehrsmittelwahl in Kopenhagen, nach dem Bicycle Account 2010:
- Links: Alle Wege, die in der Stadt starten oder enden
- Mitte: Alle Wege der Einwohner zu Arbeit oder Ausbildung
- Rechts: Alle Wege zum Einkaufen im Stadtgebiet
- Ganz rechts: Gewinn und Verlust für die Gesellschaft pro zurückgelegtem Kilometer, Legende zur Farbgebung

Kopenhagen hat einen hohen Anteil des Radverkehrs an den Wegen der Einwohner wie auch an Wegen, die im Stadtgebiet ihren Start oder Ziel haben. Nach den Daten für Städte, die im Modal-Split-Vergleich bei EPOMM eingestellt sind, hatte Kopenhagen im Jahr 2010 mit 31 % Radverkehrsanteil den dritthöchsten Wert aller dort verfügbaren Städte nach Münster und Leiden und liegt gleichauf mit Groningen, aber vor anderen bekannten Fahrradstädten wie Amsterdam oder Utrecht (vergleiche dazu Kritik, unten). In den 18 Kommunen, die zusammen die Hauptstadtregion (Hovedstadsområdet) ergeben, mit etwa 350 km² und 1,2 Millionen Einwohnern, wurden 2011 21 % aller Wege mit dem Rad zurückgelegt.
Im Jahr 2014 hat sich die Verkehrsmittelwahl mit 30 % Radverkehrsanteil kaum geändert, aber auch nicht deutlich gesteigert. Kopenhagen liegt nun hinter den deutlich kleineren Städten Eindhoven, Oss, Delft, Houten in den Niederlanden und Karditsa in Griechenland zurück, ist aber bei den Städten mit mehr als 300.000 Einwohnern in der westlichen Welt führend.

## Jüngere Geschichte der Radverkehrsförderung

### 1980er Jahre – Umschwung zu Radwegebau in Hauptverkehrsstraßen
Obwohl die ersten, von der Fahrbahn abgetrennten Radwege bereits weit früher gebaut worden sind, wurden sie erst in den frühen 1980er Jahren zum Regelfall. Wie in vielen anderen Städten schlugen Planer vor, starke Kfz-Verkehre in Hauptstraßen zu vermeiden, indem Routen in ruhigen Nebenstraßen angelegt wurden, aber die Wirkung auf die Radfahrer war gering. und die meisten Radfahrer ließen sich nicht von ihren direkteren Strecken entlang der großen Straßen abbringen. Entsprechende Proteste entwickelten sich und am 4. Juni 1983 vergab der Dänische Fahrrad-Verband bei einer großen Fahrrad-Demonstration einen „Fahrrad-Preis“ an Jens Kramer Mikkelsen in Form eines zwei Meter langen Bordsteins. Mikkelsen war der Leiter der städtischen Verkehrsabteilung und wurde später Bürgermeister von Kopenhagen. Dieser Bordstein wurde am Radfahrstreifen an der Kreuzung der Straßen Amagerbrogade und Hollænderdybet platziert. Das Geschenk war ein Symbol für den Wunsch des Fahrrad-Verbands nach abgegrenzten Radverkehrsanlagen an direkten Straßenverbindungen, also entlang von Hauptverkehrsstraßen, um Radfahrten konkurrenzfähig bezüglich Zeit und Aufwand zu machen. Dies war der Anstoß für politische Entscheidungen, erste baulich abgetrennte Radwege entlang von Hauptverkehrsstraßen zu bauen, wenn auch anfangs zögerlich. Es war der Anstoß für die Entwicklung erster abgestimmter Strategien, den Radverkehr im Stadtgebiet zu steigern.

### 1990er Jahre – Datenerhebungen und Entwicklungsplan

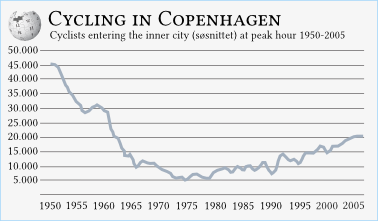
Entwicklung des Radverkehrs in der Spitzenstunde, Einfahrt in den inneren Stadtbereich

Seit die Stadt 1995 begann, systematische Datenerhebungen vorzunehmen, ist der Radverkehr durchgehend gewachsen, um 2004 den Wert von 41 % zu erreichen und 50 % 2010, bezogen auf Wege der Einwohner innerhalb des Stadtgebietes von Kopenhagen, also den Binnenverkehr.
Im gleichen Zeitraum, von den frühen 1980ern bis heute, hat sich die Länge des Radwegenetzes im Stadtgebiet Kopenhagens, an und unabhängig von Straßen, fast verdoppelt auf (2010) 397 Kilometer. Zum Vergleich: In Bremen sind es – in der Größenordnung seit mehreren Jahrzehnten – etwa 560 km, allerdings überwiegend mit geringeren Breiten und schlechterer Trassierung. Dort liegt bei annähernd gleicher Einwohnerzahl der Radverkehrsanteil bei etwa 26,5 % der Wege der Einwohner im Binnenverkehr, und mit Zustimmung des ADFC wird die Benutzungspflicht für die meisten aufgehoben, da man erkannt hat, dass sie die Verkehrssicherheit nicht erhöhen.

#### Bicycle Account seit 1996 zweijährlich
Die Stadt Kopenhagen veröffentlichte 1996 ihren ersten Bicycle Account (etwa: Fahrrad-Bericht), in dem die Stadt erstmals Daten für zehn Schlüssel-Indikatoren erhob. Diese Indikatoren wurden ausgewählt von der städtischen Verkehrs-Verwaltung und einer Gruppe regelmäßiger Radfahrer. Neben objektiv erhebbaren Daten wie
- den städtischen Finanzmitteln, die für Radverkehrs-Infrastruktur ausgegeben werden,
- der Länge des Radwegenetzes,
- der Verkehrsmittelwahl,
- der Anzahl von Radfahrern,
- Unfalldaten,

werden eigene Erhebungen vorgenommen, so Befragungen regelmäßiger Radfahrer zur Infrastruktur, zur Unterhaltung und zum gefühlten Grad der Sicherheit. Der Bicycle Account gibt einen Überblick zu den Plänen der Stadt und Veränderungen gegenüber den Daten in früheren Erhebungen. Die Stadt Kopenhagen hat seitdem alle zwei Jahre einen Bicycle Account erstellt und veröffentlicht, mit erheblichen Erweiterungen in den jüngeren Ausgaben. Dieser steht auch für 2018 zur Verfügung, für 2019 gibt es einen Cycle Superhighway Bicycle Account.

#### Städtischer Entwicklungsplan von 1997
Im städtischen Entwicklungsplan von 1997 führte die Stadt ein neues Konzept von Grünen Fahrradrouten ein, geplant als zusammenhängendes Netz von Routen, die, soweit möglich, unabhängig von Straßen durch Parks und andere Grünanlagen führen. Wo das nicht möglich ist, sollten ruhige Straßen mit geringem Kfz-Verkehr genutzt werden. Diese Routen sind gedacht als Ergänzung zum bestehenden Netzwerk von Radwegen entlang stark von Autos befahrener Straßen.

#### Grüne Fahrradrouten 2000
Im Jahr 2000 veröffentlichte die Stadt einen Vorschlag für ein Netz von 22 Grünen Fahrradrouten mit einer Länge von 110 km und geschätzten Kosten von 500 Millionen Dänischen Kronen (DKK; 67 Millionen Euro).
Bis 2012 sind etwa 40 km dieses Netzes fertig gestellt worden und die Stadt hat vor, das Netz in den kommenden Jahren zu komplettieren. Die Stadt hofft, dass der Erholungswert und die verbesserte Sicherheit dieses Routennetzes Gruppen der Bevölkerung anzieht, die bisher auf den Wegen zu Arbeit oder Ausbildung das Auto nutzten, besonders im Entfernungsbereich von 5 bis 10 km täglicher Pendelstrecken.

### Erste Radverkehrsstrategie (Cycle policy 2002–2012)
2001 veröffentlichte Kopenhagen seine erste Fahrradstrategie Fahrradpolitik 2002–2012 („Cycle policy 2002–2012“), um dem Fahrradverkehr in der Stadtplanung Priorität zu geben, dessen Wichtigkeit für die Stadt zu verdeutlichen und um Handlungsprogramme zu koordinieren, die die Bedingungen zum Radfahren weiter verbessern. Die Stadt gelobte außerdem, den Bicycle Account zu nutzen, um die Ziele der Fahrradpolitik weiterzuentwickeln. Unter diesen Zielen war die Steigerung des Radverkehrsanteils an den Wegen der Einwohner von 34 % auf 40 %, eine 50%ige Verminderung der schwerverletzten oder getöteten Radfahrer sowie Ziele für Sicherheit, Komfort und Reisezeiten, für die Daten im Bicycle Account erhoben werden.

#### 2006 – Radwege-Prioritäten-Programm 2006–2016
Der nächste Entwicklungsschub kam mit der Erarbeitung des Radwege-Prioritäten-Programms 2006–2016, der Grundlage für Planungen für annähernd 70 Kilometer neue Radwege und Radfahrstreifen war, die innerhalb von 10 Jahren umgesetzt werden sollten. Die Ausdehnung des Netzes wird durch eine Anzahl verschiedener Indikatoren priorisiert:
- die Zahl der Radfahrer,
- Unfälle,
- das in Befragungen erhobene Sicherheitsgefühl,
- die Lage im Netz und
- der Zusammenhang mit anderen Maßnahmen der Stadt.

2009 wurden die Kosten für die Umsetzung auf 400 Millionen Dänische Kronen (nach Kurs 2013: 54 Mio. Euro) geschätzt.

#### 2007 – Aktionsplan für sicheren Fahrradverkehr 2007–2012
2007 entwickelte die Stadt einen Aktionsplan für sicheren Fahrradverkehr 2007–2012, auf Grundlage eines Berichts über die Wirkungen von Radwegen und Radfahrstreifen, nach dem Probleme bezüglich der Verkehrssicherheit, vor allem an Kreuzungen und Einmündungen, festgestellt wurden. Der Aktionsplan sollte die Stadt beim Ziel einer 50%igen Verminderung der Verkehrsunfälle gegenüber 1996 unterstützen. Der Plan forderte den Umbau von Straßen und Knotenpunkten im Stadtgebiet und benannte 20 besonders gefährliche Knoten in der Stadt, die umgebaut werden sollten, mit der Zielsetzung drei pro Jahr umzugestalten. Inhalt des Plans sind auch Sicherheits- und Verhaltens-Kampagnen sowie die Stärkung des zuständigen städtischen Verkehrsamtes.

#### Radwege-Prioritätenplan ab 2017
In Vorarbeit zum ab 2017 geplanten nächsten Radweg-Prioritätenplan hat die Stadtverwaltung eine Online-Befragung gestartet und ausgewertet. Annähernd 10.000 Hinweise wurden eingespeist. Dabei geht es in vielen Meldungen um die Verbreiterung bestehender Radwege (insbesondere, wenn diese nicht die Kopenhagener Standardmaße von 2,20 m Breite haben, die allerdings in der Regel keine gekennzeichneten Sicherheitstrennstreifen zu den Beifahrertüren aufweisen), um bisher fehlende Radwege und ungünstige Ampelschaltungen. Absehbar ist, dass weitere 3,00 m breite Einrichtungs-Radwege für ein dreistreifiges Befahren kommen sollen, um ausreichende Kapazitäten für das hohe Radverkehrsaufkommen bieten zu können. Nach bisherigen Analysen geht die zusätzliche Fläche für den Radverkehr häufig zulasten von Autoparkplätzen am Fahrbahnrand.

### Aktuelle Fahrrad-Strategie (Good, Better, Best 2011–2025)

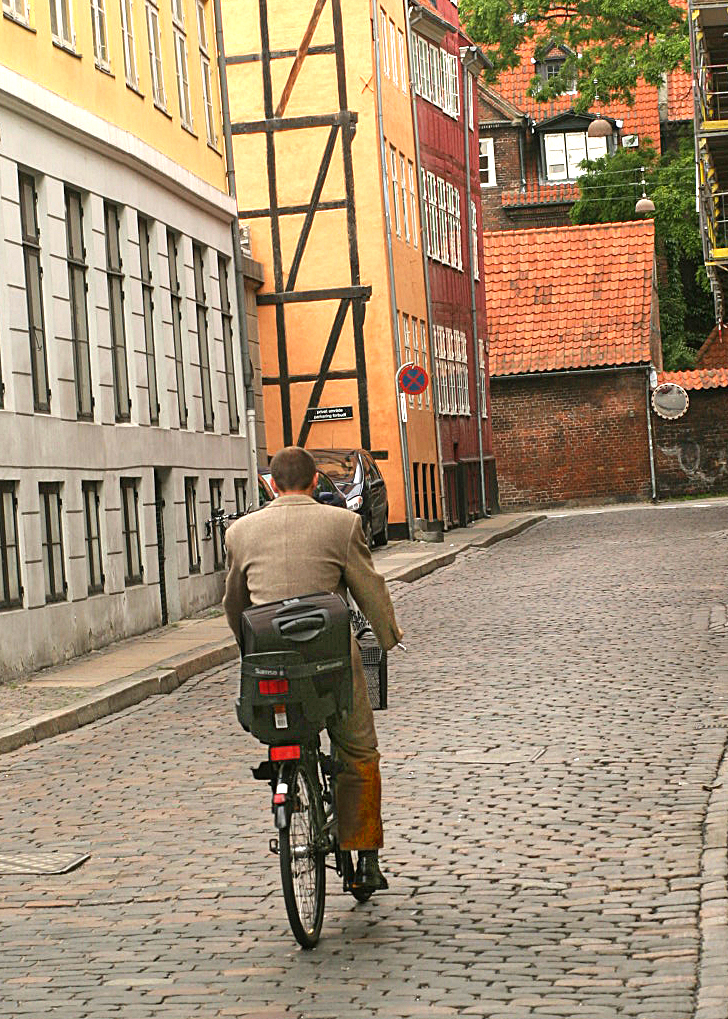
Radfahrer in Kopenhagen

Am 1. Dezember 2011 verabschiedete der Stadtrat ohne große Differenzen die neue Fahrradstrategie Good, Better, Best – The City of Copenhagen’s Bicycle Strategy 2011–2025 (etwa: Gut, besser, am besten. Die Fahrradstrategie der Stadt Kopenhagen 2011–2025), die als Zielsetzung hat, Kopenhagen zur weltbesten Fahrradstadt zu machen. Diese Strategie ersetzt die vorherige Fahrradpolitik, die die Jahre 2002 bis 2012 umfasste. Um dieses Ziel zu erreichen, hat die Stadt sich entschlossen, sich auf vier Kernthemen zu konzentrieren: Stadtleben, Komfort, Geschwindigkeit und Sicherheit.
Ein weiteres Hauptziel der Strategie ist, den Radverkehrsanteil an den Pendlerwegen auf über 50 % zu steigern. Die Stadt benutzt die zweijährlichen Bicycle Accounts, um Schlüsselprobleme festzustellen, die angegangen werden müssen, um den Radverkehrsanteil zu steigern und Planungen für unterschiedliche Maßnahmen abzuleiten, um die Ziele zu erreichen. Dies beinhaltet, Radwege auf drei Fahrstreifen zu erweitern, um Nebeneinanderfahren mit zusätzlichem Überholen zu ermöglichen und das Sicherheitsgefühl auf den Radwegen zu erhöhen, während gleichzeitig die Geschwindigkeit für Pendler erhöht werden kann. Die Stadt plant außerdem, die Reisezeiten zu verringern, indem vermehrt Grüne Wellen auf die Geschwindigkeiten der Radfahrer ausgelegt werden, und den Bau von zusätzlichen Brücken nur für Fußgänger und Radfahrer über stark befahrene Straßen, den Hafen und Kanäle. Die Stadt plant weiterhin, die Sicherheit zu erhöhen durch Umbau einer Reihe von Knotenpunkten mit hoher Zahl von Unfällen, Umgestalten von Schulwegen mit sicherer Infrastruktur und Maßnahmen zur Geschwindigkeitsreduzierung im Autoverkehr. Schließlich zielt die Strategie auch darauf, die chaotischen Bedingungen zum Fahrradparken durch ein größeres Fahrradpark-Angebot zu verbessern, besonders in und um Bahnhaltestellen.

#### Zielsetzungen

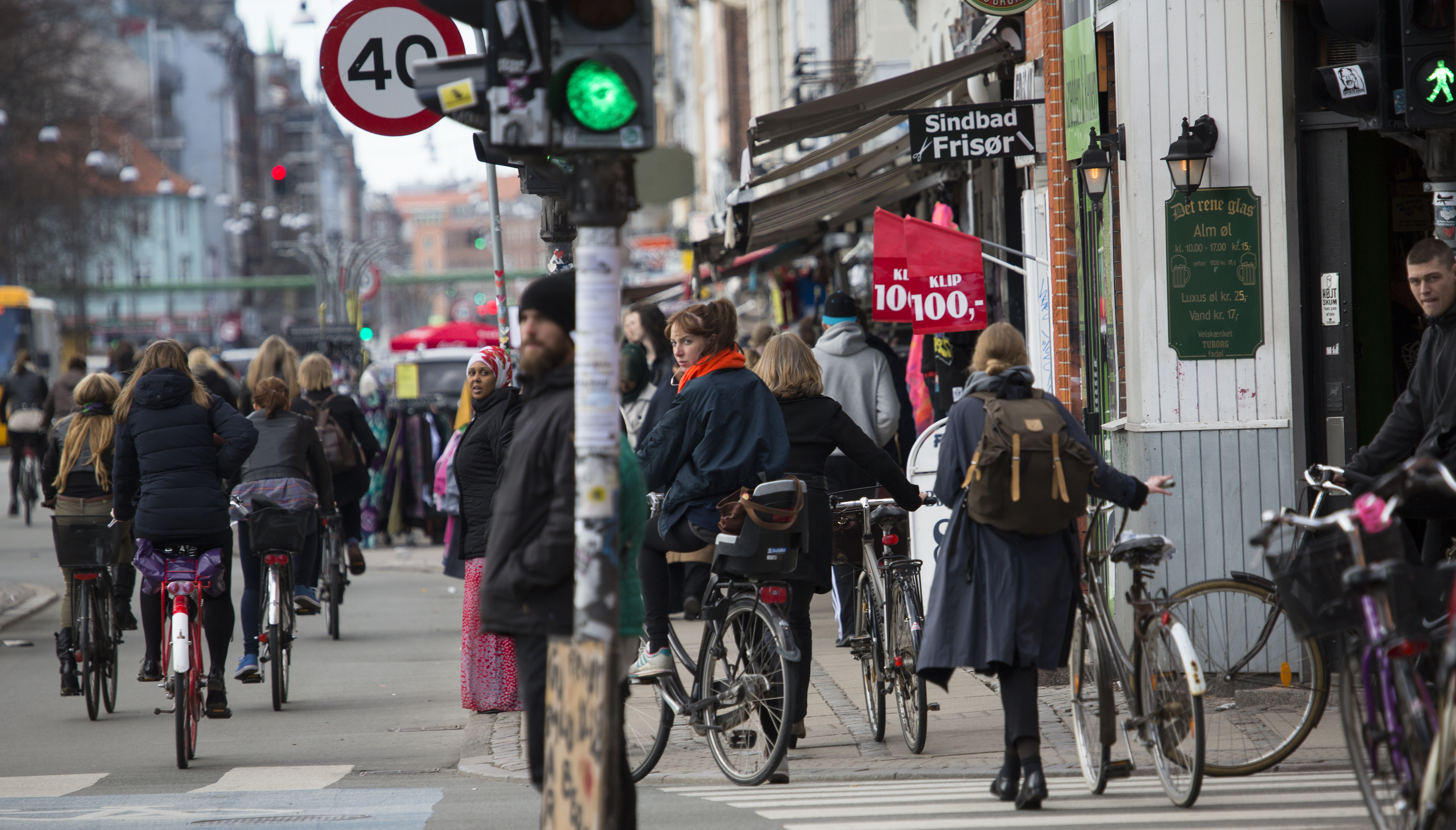
Radfahrermenge Nørrebrogade

- 50 % aller Wege zu Arbeit und Ausbildung in Kopenhagen sollen per Rad erfolgen (2010: 35 %)
- Im Vergleich zu 2010 soll die Reisezeit für Radfahrer um 15 % vermindert werden
- im Vergleich zu 2005, soll die Zahl schwer verunglückter Radfahrer um 70 % vermindert werden
- 80 % der Radfahrer sollen die Radwege als gut unterhalten bewerten (2010: 50 %)
- 90 % der Radfahrer fühlen sich sicher im Verkehr (2010: 67 %)
- 80 % der Kopenhagener denken, dass Fahrradkultur die Stadt-Atmosphäre positiv beeinflusst (2010: 67 %)

## Infrastruktur fließender Radverkehr

### Überblick

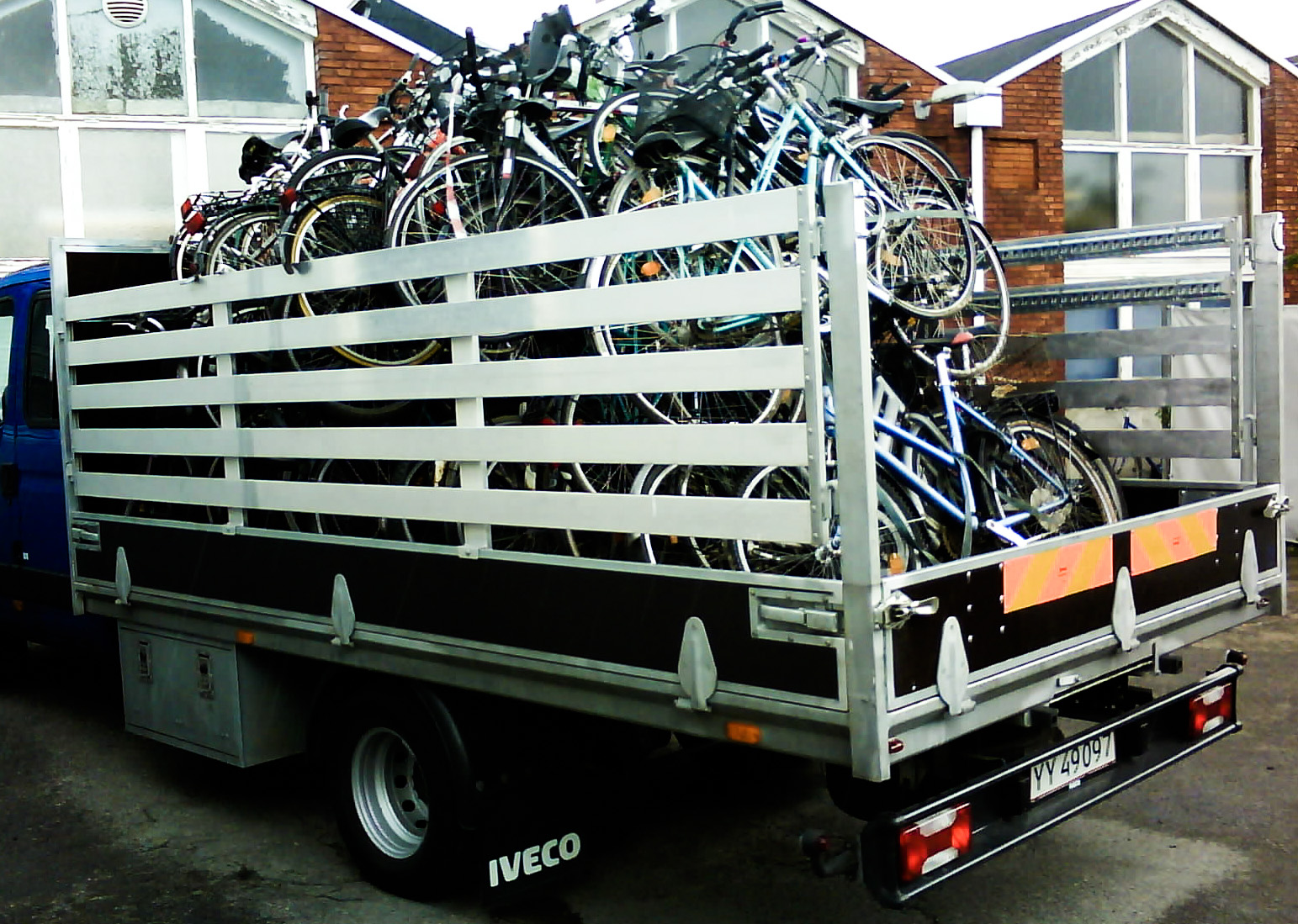
Die große Menge an Fahrrädern bringt auch ungünstige Wirkungen mit sich. Dies ist eines von mehreren Fahrzeugen, die etwa 13.000 aufgegebene Räder pro Jahr auf den Straßen in Kopenhagen aufsammeln.

Die Infrastruktur für fließenden Radverkehr beinhaltet etwa 350 km (Stand 2012) durch Borde abgetrennter Radwege entlang von Straßen, das ist etwa halb so viel wie in Bremen (720 km,) und 70 % der 500 km in Hannover, die beide etwa die gleiche Einwohnerzahl haben. Dazu kommen 23 km markierte Radfahrstreifen und 42 km Fahrradwege abseits von Straßen durch Parks und andere Grünanlagen. Entsprechend den Ausbauplanungen plant die Stadt weitere 70 km Radwege entlang von Straßen und 67 km grünen Fahrradwege bis 2026, wo das Netz als komplett betrachtet wird. Dafür hat die Stadt 2013 im Haushalt 75 Millionen DKK (10 Millionen Euro) für neue oder spezifische Fahrradinfrastruktur eingeplant und weitere 17 Millionen DKK (2,3 Millionen Euro) für Unterhaltung und Betrieb.
Angemerkt werden muss, dass es für die Region Kopenhagen keine umfassenden und einheitlichen Statistiken gibt, da Daten nur für die Stadt Kopenhagen, nicht aber für alle 18 anderen Kommunen der Hauptstadtregion vorliegen, obwohl die verkehrlichen Bezüge eng sind. Insofern kann das Radverkehrsnetz als weitaus größer angenommen werden als die obigen Zahlen aussagen. Die mitten im Stadtgebiet von Kopenhagen eingebettete Stadt Frederiksberg beispielsweise hat weitere 55 km Radwege und -streifen und tatsächlich den höchsten Radverkehrsanteil in ganz Dänemark.
Die Nachbarstadt Albertslund hat ein einmaliges Netzwerk aus 83 km getrennt verlaufender Radwege mit niveaufreien Kreuzungen durch 130 Brücken und Tunnel.

### Radwege

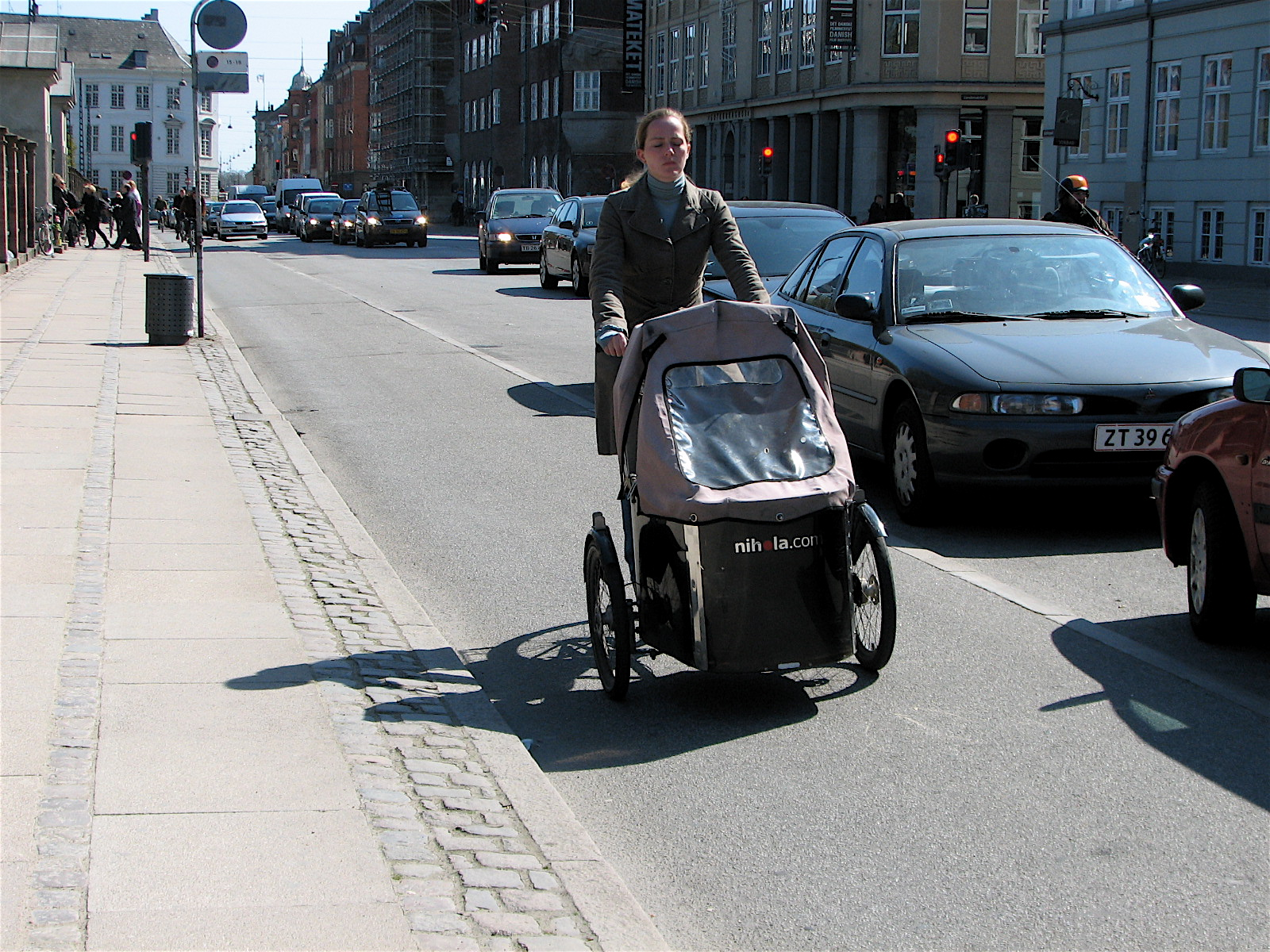
Typische Gestaltung von Radverkehrsanlagen in Kopenhagen: Der Radweg ist vom höher gelegenen Gehweg und von der Fahrbahn (bzw. Parkbuchten) durch etwa gleich hohe Borde getrennt, besitzt aber keinen Sicherheitstrennstreifen zur Fahrbahn

Der überwiegend vorkommende Typ von Infrastruktur ist der Radweg. Anders als in zahlreichen anderen Ländern sind Radwege entlang von Straßen in Kopenhagen in aller Regel als Einrichtungsradweg angelegt, mit einem Radweg für jede Fahrtrichtung auf der jeweiligen Seite der Fahrbahn. Entsprechend den Richtlinien muss ein Radweg in Dänemark mindestens 1,70 m breit sein, in der Praxis sind die meisten Radwege aber 2,20 m breit, angestrebt werden 2,50 m, und sehr stark genutzte Wege können 3 bis 4 m breit sein. Radwege haben eine Abgrenzung zur Fahrbahn für den Autoverkehr durch 7–9 cm hohe Bordsteine, auch zum Gehweg werden 5–9 cm hohe Borde eingesetzt. Sie sind meist einheitlich gestaltet, um Radfahrern und anderen Verkehrsteilnehmern die Orientierung zu erleichtern.
Soweit Parken entlang von Radwegen ermöglicht wird, was weitaus seltener der Fall ist als in deutschen Großstädten (gerade an Hauptverkehrsstraßen bestehen lange Strecken, an denen überhaupt keine Parkstände eingerichtet sind), findet dieses auf der Fahrbahnseite des Radweges statt, so wie bei den meisten Radwegen in Deutschland. Unfälle durch plötzlich geöffnete Autotüren (Dooring) werden nach Auffassung der Kopenhagener Planer dadurch vermindert, da Fahrertüren häufiger geöffnet werden als Türen auf der rechten Wagenseite. Zwar mögen Beifahrer noch weniger auf nachfolgenden Radverkehr achten, hier ist jedoch durch die in der Regel großen Breiten der Radwege ein faktischer (im Gegensatz zu neueren Radwegen in deutschen Städten und den Vorgaben der Regelwerke in Deutschland aber in keiner Weise markierter oder baulich erkennbarer) Sicherheitsstreifen zwischen Radweg und Bordkante vorhanden. Behinderungen der Sichtbeziehungen zwischen Auto- und Radfahrern an Straßeneinmündungen und Grundstückseinfahrten durch geparkten Autos wird entgegengetreten, indem Parkstreifen meist deutlich vor Knotenpunkten enden. Grundstückszufahrten sind in Kopenhagen auf Grund der Baustrukturen seltener als dies in zahlreichen deutschen Städten der Fall ist. Über Radwege werden sie, wie auch zahlreiche Nebenstraßen, in Form einer Geh- und Radwegüberfahrt geführt.
Bordsteinabsenkungen am Übergang zwischen Radweg und Fahrbahn, z. B. an Einmündungen, werden in Form einer kaum spürbaren Rampe aus Asphalt vorgenommen, der übergangslos in den Asphalt der Nebenstraße übergeht. Dadurch entfällt der in deutschen Städten fast immer als Stoß spürbare Übergang vom Radweg auf die Fahrbahn.

### Verkehrssicherheit

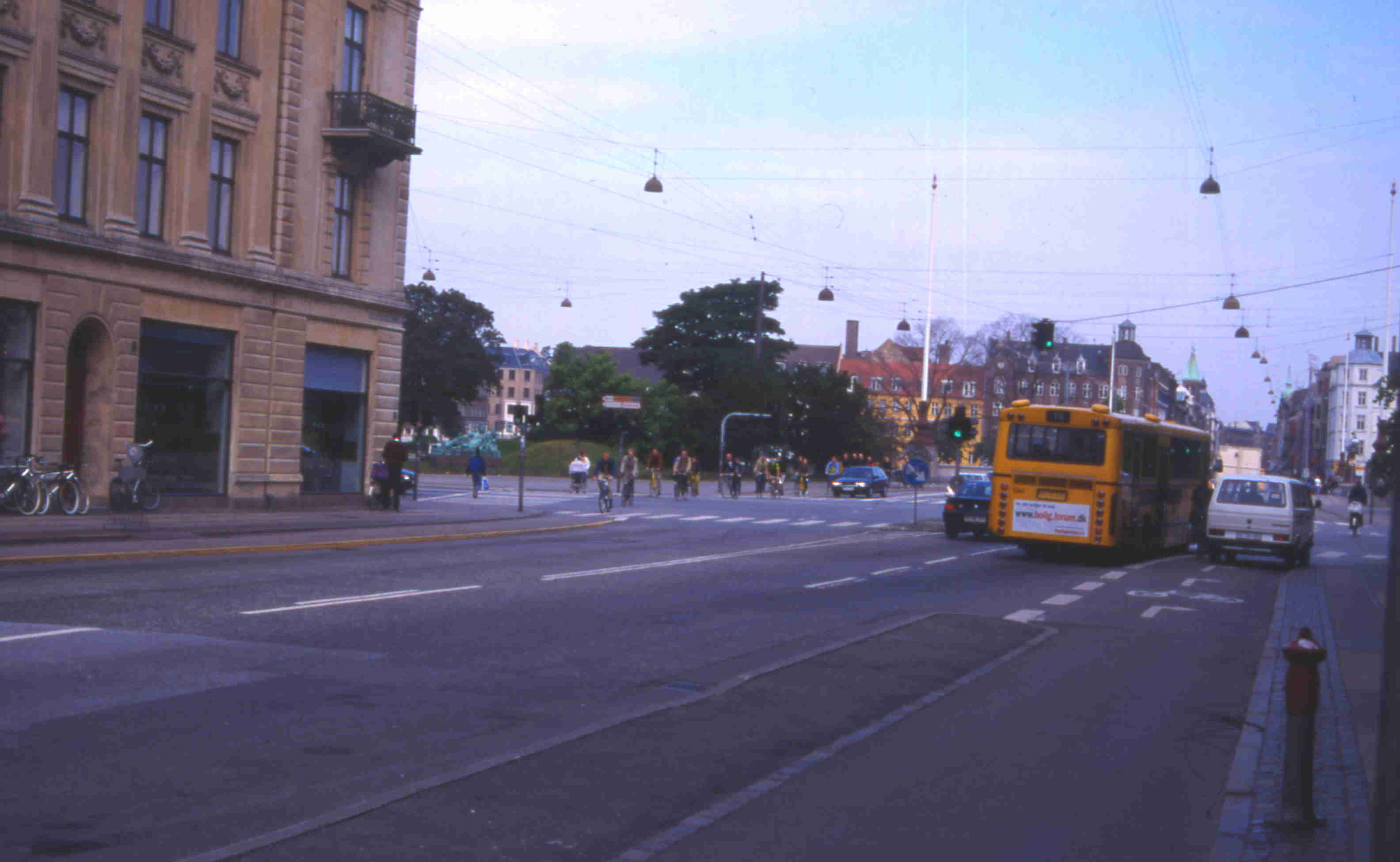
Um Unfälle durch Unachtsamkeit rechts abbiegender Autofahrer zu vermeiden, wird vor vielen Kreuzungen der Radweg zum Radfahrstreifen und gleichzeitig zur Rechtsabbiegerspur.

Während die Einrichtung eines Radweges die Zahl von Unfällen entlang der Strecke verringert, hat eine Studie an neu eingerichteten Radwegen in Kopenhagen – bereits unter Berücksichtigung sich verändernder Parameter wie Verkehrsaufkommen etc. – eine Steigerung der Unfallzahl um 9 % ergeben, da sich an Kreuzungen und Einmündungen signifikant mehr Unfälle ereigneten.
Seit Veröffentlichung der Studie nutzt die Stadt deren Folgerungen zur Verbesserung der Sicherheit an Knotenpunkten. Bemerkenswerte Verbesserungen ergaben sich aus dem Umbau unfallauffälliger Kreuzungen, dem Zurückverlegen von Haltelinien für den Autoverkehr zur Verbesserung der Sichtverhältnisse zwischen Auto- und Radfahrern und der verstärkten Nutzung von Radfahrerampeln, um Vorlaufgrün für Radfahrer zu ermöglichen.
Insgesamt gab es 2010 92 schwer verletzte und 3 getötete Radfahrer, gegenüber 252 Unfallopfern dieser Kategorien im Jahr 1996, als die Stadt systematisch begann, Maßnahmen zur Verringerung der Verletztenzahlen zu entwickeln. Rechnerisch ist ein Radfahrer jetzt durchschnittlich nur noch alle 4,4 Millionen Kilometer von einem Unfall mit schweren Folgen betroffen.
Zur Vervollständigung dieser Einschätzung muss aber ergänzt werden, dass nur 5 % der in Krankenhäusern und bei Ärzten behandelten verunglückten Radfahrer in die polizeiliche Unfallstatistik aufgenommen werden, die Dunkelziffer also sehr hoch liegt. Sie ist jedoch für Radverkehrsunfälle ähnlich hoch wie die für andere Staaten bekannten Angaben.

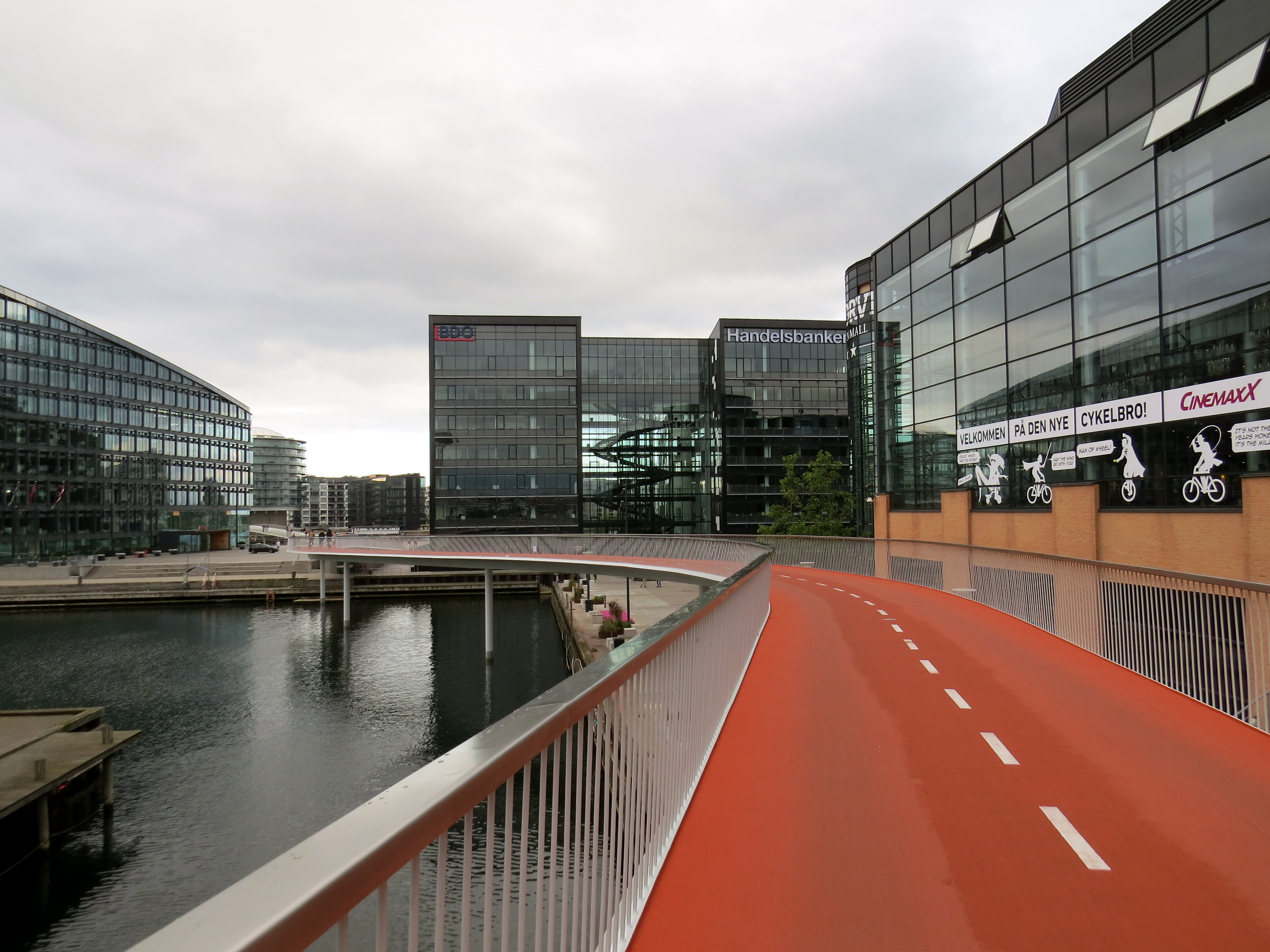
Cykelslangen („Fahrradschlange“), eine ausdrücklich für den Radverkehr gebaute Brücke nahe dem Bahnhof Dybbølsbro

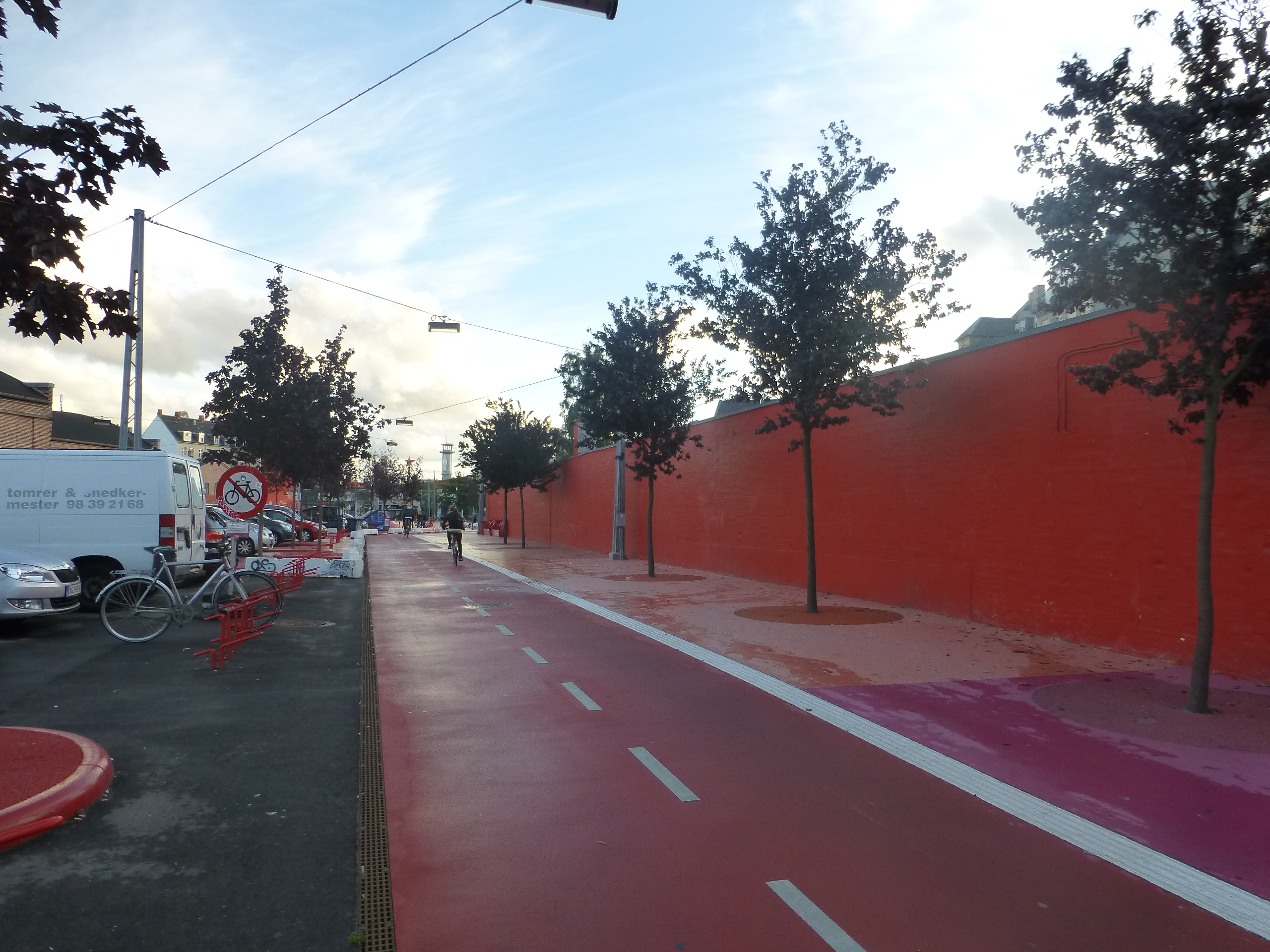
Nørrebroruten, eine Fahrradroute auf einer früheren Bahnlinie

### Radschnellwege (Cykelsuperstier)
Weil Verkehrsplaner glauben, dass es sehr schwer ist, den Verkehrsmittelanteil des Radverkehrs dauerhaft über die erreichten 50 % für die eigenen Einwohner hinaus zu steigern, begann die Stadt, als neue Zielgruppe Pendler aus umliegenden Kommunen mit Wegen zwischen 5 und 15 Kilometern Länge zu betrachten. Zielsetzung ist, den Fahrradanteil auf 30 % der Pendlerwege in der Hauptstadtregion zu steigern. Das Projekt ist eine gemeinsame Anstrengung von 20 Kommunen und der dänischen Regierung. Inhalt ist ein 500 Kilometer langes Netz von 26 mit Namen versehenen und bewegweisten Routen, die nach einheitlichen Maßstäben gestaltet werden. Hochwertige Unterhaltung wie eine vorrangige Schneeräumung und Serviceangebote wie automatische Luftpumpen werden gewährleistet. Während internationale Medien das Konzept mit einiger Übertreibung als bicycle superhighways (übersetzt: Fahrrad-Super-Schnellwege, Fachbegriff Radschnellweg, Dänisch: cykelsuperstier) benannten, sind sie überwiegend nicht abgetrennt vom restlichen Verkehr. Vielmehr können diese Routen als Radwege mit einigen Komfortsteigerungen bewertet werden. Innerhalb des Stadtgebietes von Kopenhagen hat die Stadt den Anspruch, Einrichtungsradwege standardmäßig auf 3,00 m zu verbreitern und eine technisch aufgewertete Grüne Welle mit Hinweisbeleuchtung entlang der Strecke einzuführen (Verkehrstelematik).

## Weitere Infrastruktur

### Fahrradparken

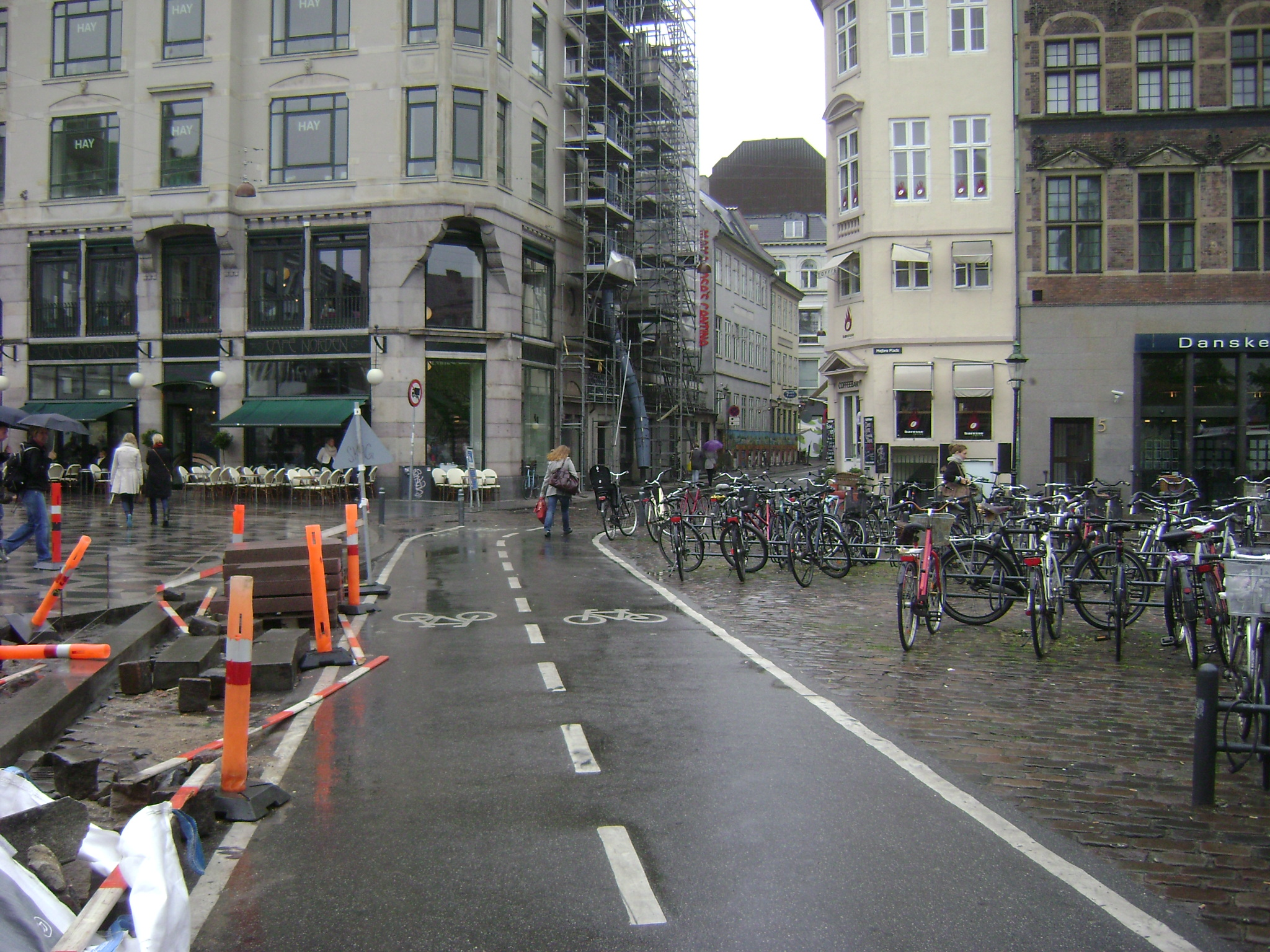
Gestaltung eines Radweges über einen Platz, rechts: Fahrradparken an qualitativ minderwertigen Fahrradständern („Felgenkiller“)

Obwohl Besucher verwundert sein mögen über die große Anzahl von Fahrrad-Abstellmöglichkeiten in Kopenhagen, gibt es einen großen Mangel an freien Stellplätzen. Unter den subjektiven Faktoren, die von der Stadt in Umfragen erhoben werden, wird das Fahrradparken am schlechtesten bewertet, mit nur 37 % Zufriedenheit (2010).
Es gibt etwa 560.000 Fahrräder im Stadtgebiet, also mehr Fahrräder als Einwohner, für die 2010 nur 48.000 Fahrradständer bereitstanden. Um der Situation abzuhelfen, veröffentlichte der Dänische Radfahrer Verband 2008 ein Handbuch zum Fahrradparken mit Leitlinien. Es hat eine große Bedeutung bekommen für städtische Planer, die die Anlagen für die Zukunft verbessern wollen.
Einige Projekte haben sich inzwischen mit dem Mangel an Abstellmöglichkeiten beschäftigt, speziell an Bahnhöfen der Schnellbahnsysteme. In neu angelegten U-Bahnhöfen wurden Abstellräume für Räder mit komfortablen Zufahrtsmöglichkeiten eingebaut. Während die Stadt davon ausgeht, dass es immer mehr Räder als Abstellmöglichkeiten geben wird, strebt sie an, die Zufriedenheit der Nutzer mit dem Fahrradparkangebot bis 2025 nachweisbar zu steigern, durch abgestimmte Maßnahmen zur Verbesserung der Anlagen und der Verhältnisse.
Als neuartiges Projekt wird seit 2013 eine flexible Parknutzung je nach vorrangigem Bedarf ausprobiert: auf innerstädtischen Flächen am Fahrbahnrand können von 7:00 bis 17:00 Uhr Fahrräder von Pendlern, Einkaufenden und Besuchern abgestellt werden, von 17:00 bis 7:00 Uhr, also über Nacht, steht die Fläche Anwohnern zum Kfz-Parken zur Verfügung.

### Fahrrad-Einsatz in Güter- und Personentransport

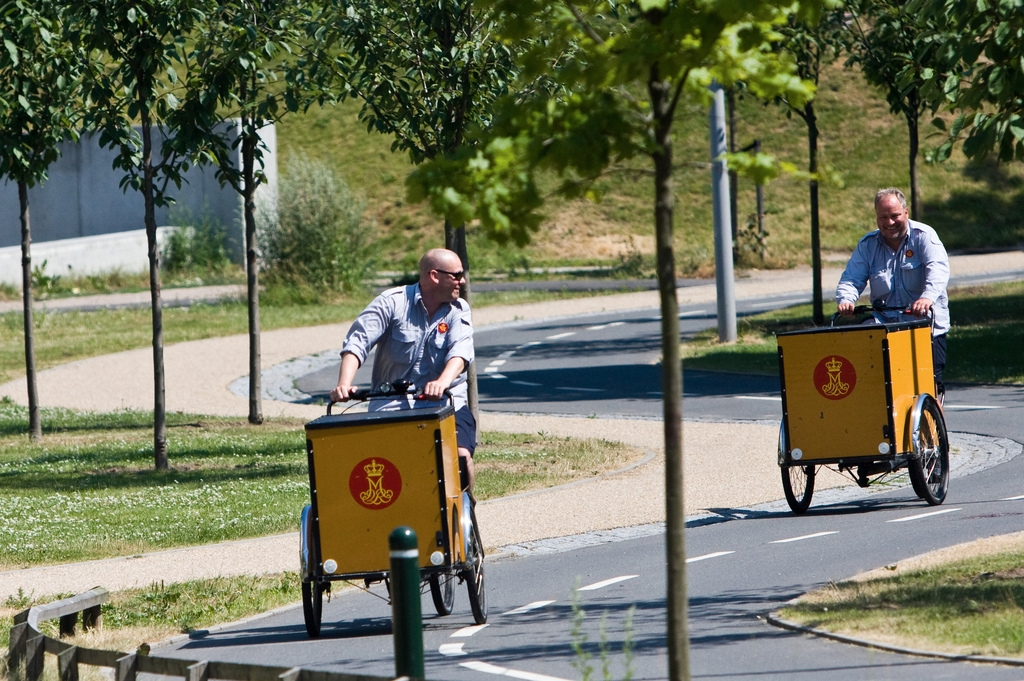
Die dänische Post liefert annähernd sämtliche Post in Kopenhagen per Fahrrad aus

Annähernd sämtliche Auslieferungen der dänischen Post in Kopenhagen werden durch Briefträger auf Lastenrädern ausgetragen. Das Unternehmen hat schon früh elektrisch unterstützte Lastenräder eingeführt, die 2012 den Preis als Innovation des Jahres auf der jährlichen Post-Ausstellung gewannen.
Auch Fahrrad-Rikschas und Fahrrad-Taxis, vornehmlich mit Touristen als Zielgruppe, waren schon früh verbreitet, so wurde deren Zahl schon 2012 mit 130 geschätzt.
Nach Liberalisierung der Regelungen 2007 hatten zahlreiche Unternehmer die Gelegenheit genutzt und verkauften Waren von entsprechend umgebauten Lastenfahrrädern, so Kaffee oder Sushi. Wie in anderen Städten sind Fahrradboten häufig unterwegs. Medien und Bloggern aufgefallen war dabei der Transportservice einer örtlichen Samenbank.

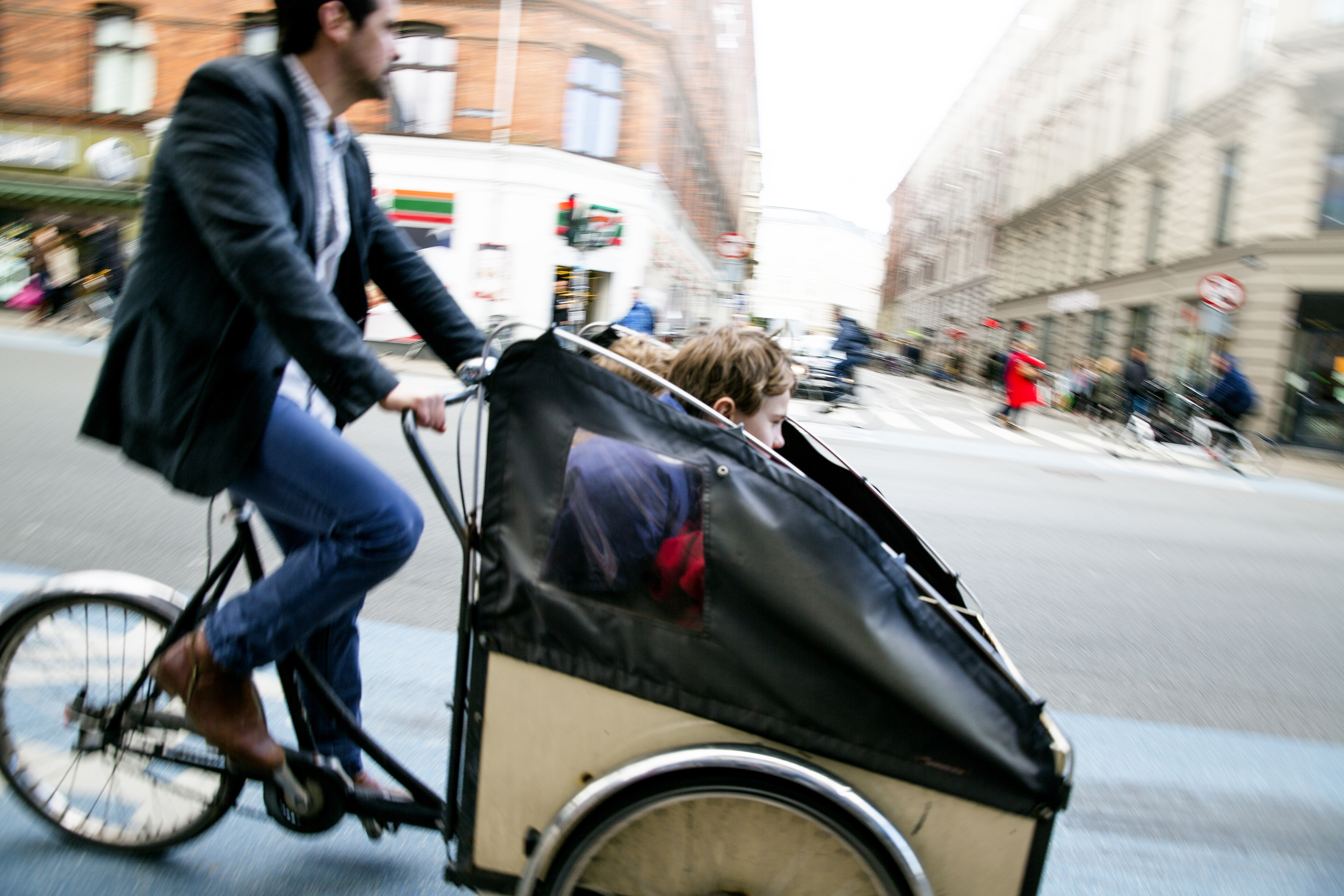
Kindertransport per Rad ist in Kopenhagen häufig zu sehen

Seit 2009 gibt es in Kopenhagen Polizisten auf Streifenfahrten per Fahrrad.
Auch bei anderen Dienstleistungen werden Fahrräder genutzt. So sind kommunale Pflegekräfte zu Hausbesuchen mit dem Rad unterwegs, Straßenreinigung erfolgt mit speziell ausgerüsteten Lastenrädern, und in vielen Abteilungen der Stadtverwaltung werden Dienstwege, beispielsweise zu Besprechungen, zu Fuß oder mit dem Rad zurückgelegt, als Teil des städtischen Plans zur Reduzierung von Klimagasen.
Wie inzwischen auch in anderen Großstädten sind Lastenräder in Kopenhagen um Transport von kleinen Kindern weit verbreitet. Auf den vergleichsweise breiten Radwegen der Stadt können auch breitere Fahrräder ohne Probleme genutzt werden.

### Integration mit anderen Verkehrsmitteln

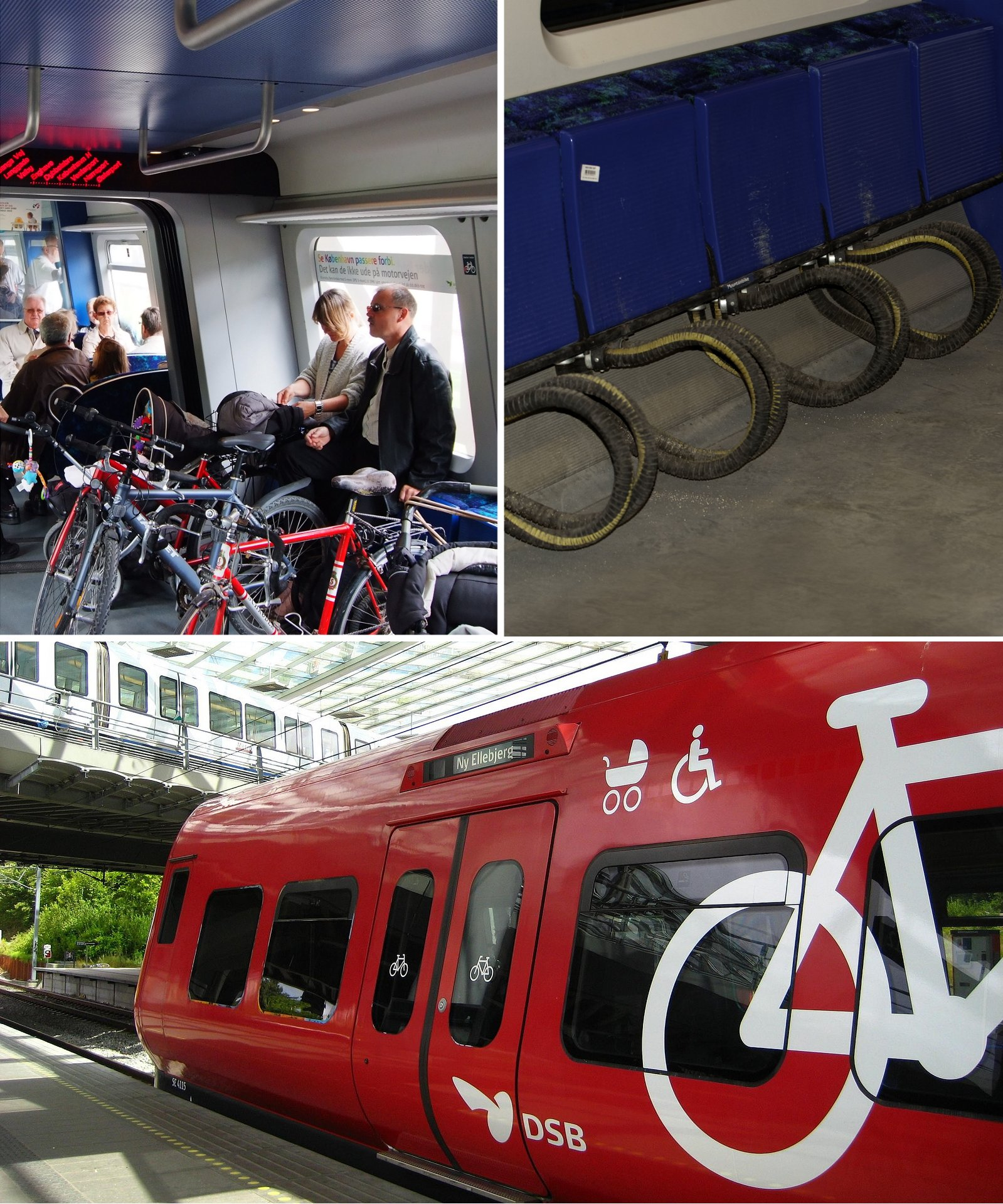
Fahrradmitnahme in der S-Bahn

15 % der Fahrgäste der Schienenverkehrsmittel (Lokalzüge, S-Bahn, Metro) in Kopenhagen und Umgebung kommen mit dem Fahrrad zum Bahnhof.
Fahrräder konnten schon seit einiger Zeit in der S-Bahn mitgenommen werden, aber seit 2010 ist die Fahrradmitnahme kostenfrei. Seitdem hat sich die Zahl mitgenommener Fahrräder verdreifacht, von 2,1 Millionen auf 7,3 Millionen im Jahr 2012. Um die wachsende Nachfrage zu bewältigen, haben die Dänischen Staatsbahnen DSB als Betreiber des S-Bahn-Systems bis Sommer 2013 ihre Züge umgebaut mit eigenen Fahrradabteilen in der Mitte des Zuges, zusätzlich zu den Mehrzweckabteilen an den beiden Enden der Züge, wo auch Kinderwagen und Rollstühle mitgenommen werden. Damit wurde die Kapazität von 22 auf 46 Räder pro Zug gesteigert. Auf dem Erfolg aufbauend, hat die DSB weitere Fahrradprojekte gestartet, wie die Eröffnung von 10 Fahrradläden an Bahnhöfen, wo Kunden ihre Räder morgens zur Reparatur abgeben und abends wieder abholen können. Das Unternehmen hat weitere Vergünstigungen für Radfahrer eingerichtet, wie Rampen an allen Treppen und eine erhebliche Ausweitung der Fahrradabstellmöglichkeiten an Bahnhöfen.

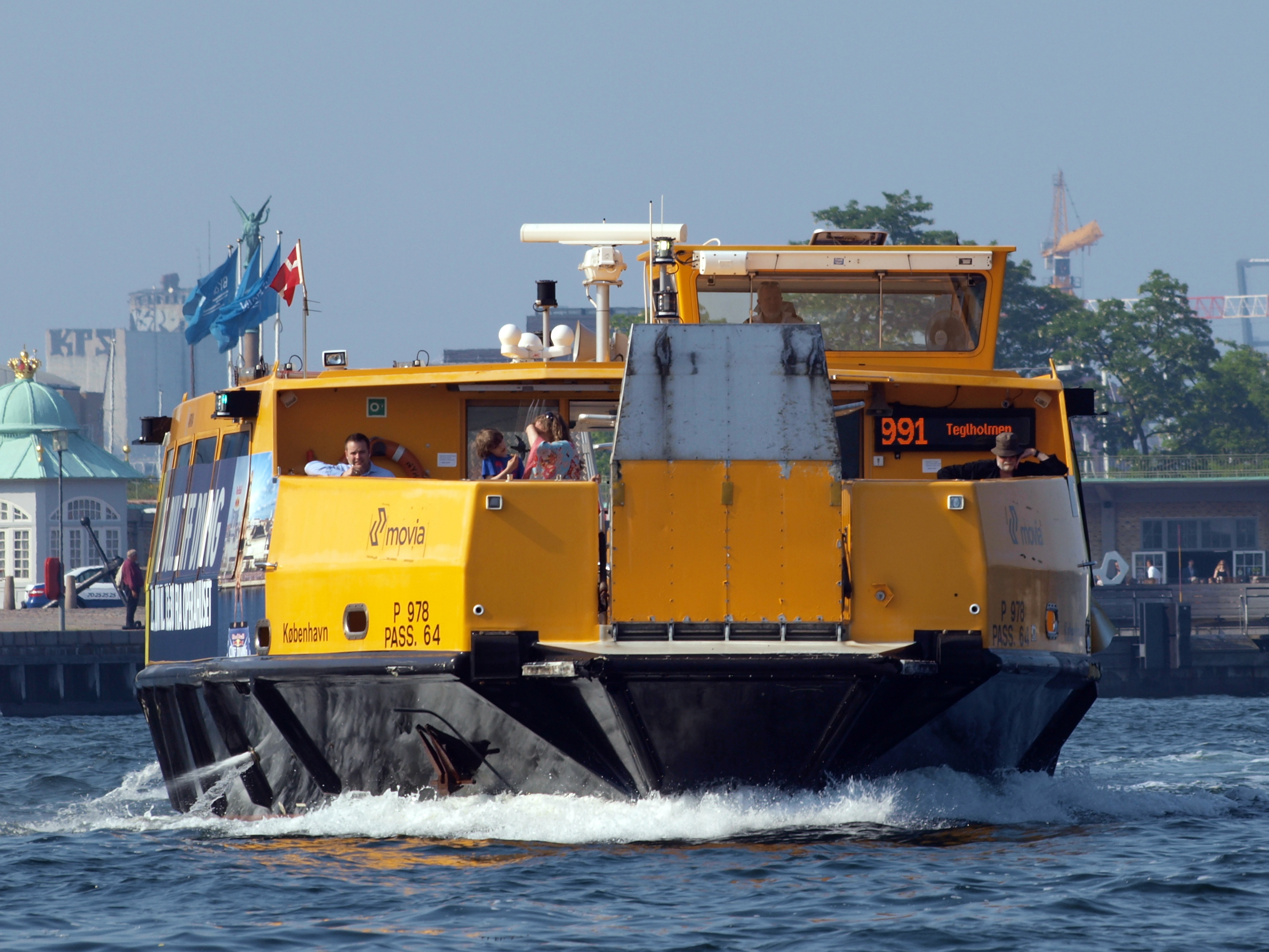
Wasserbus der Linie 991

Andere Schienenverkehrsangebote in der Hauptstadtregion wie Lokal- und Regionalzüge und die Kopenhagener U-Bahn Metro bieten ebenfalls die Möglichkeit zur Fahrradmitnahme, wie auch die Wasserbusse, ein System von Fähren. Seit 2011 ist die Mitnahme von Rädern in den Pendler-Schnellbussen namens S-Bus erlaubt. Überall außerhalb der S-Bahn werden jedoch jeweils 12 DKK (1,60 Euro) fällig. Nur in S-Bahnen und Lokalzügen der Bahn gibt es keine Sperrzeit für die Fahrradmitnahme im Berufsverkehr. Taxis sind gesetzlich verpflichtet, einen Fahrradträger zu haben, ein Fahrrad mitzunehmen kostet einen geringen Aufpreis.

### Fahrradverleihsystem/Öffentliche Räder
Ein Fahrradverleihsystem Bicycel wurde 1995 eingeführt. Mit einem System, das ähnlich wie bei Supermarkt-Einkaufswagen eine 20-Kronen-Münze erforderte, die nach Gebrauch zurückkam, gab es einige typische Probleme (insbesondere waren oft keine Räder am Stand verfügbar), die mit der weltweiten Weiterentwicklung der Fahrradverleihsysteme ausgeräumt wurden. Das alte System war in der Nutzung vorrangig auf Touristen und Gelegenheits-Radfahrer ausgerichtet, kam aber besonders regelmäßigen Pendlern nicht zugute, da es dafür nicht ausreichend verlässlich war.
Das alte System wurde Ende 2012 außer Betrieb genommen.
Ein neues System namens goBike wurde im Oktober 2013 eingeführt, das in Dänisch wie das alte System Bycyklen heißt. Dieses betrachtet als Zielgruppe vorrangig bisherige Auto-Pendler. Sie sollen künftig mit der Bahn in die Stadt kommen und das Rad für die letzten Meilen bis zum Ziel nutzen, so dass das Rad als Ausweitung des Angebots des öffentlichen Verkehrs wirkt. Dies ist der Hintergrund dafür, dass die Städte Kopenhagen und Frederiksberg den Betreiber des S-Bahn-Systems, die Dänischen Staatsbahnen, DSB, mit der Ausschreibung und der Aufsicht des Betreibers beauftragt haben. goBike hat 1.260, im geplanten Endzustand 1.860 online reservierbare moderne Räder, die bei Bedarf und gegen Mehrkosten für den Nutzer zu E-Bikes werden, mit Aluminium-Rahmen, einem Internetanschluss mit Touchscreen und GPS-Orientierungssystem. Die Räder stehen an im geplanten Endzustand 105 Stationen in den Stadtgebieten von Kopenhagen und Frederiksberg. Im August 2015 wurden die Räder 32.671-mal genutzt, was einer einmaligen Nutzung jedes Rades an jedem Tag des Monats entspricht.
Das neue System war vor der Einführung umstritten, da nicht ein anderswo schon bestehendes System in Kopenhagen eingeführt wurde, sondern ein neues konstruiert wurde entsprechend den durch die Stadt gesetzten Anforderungen. Von der Opposition wurde dies im Wesentlichen wegen der Kosten von auf die Laufzeit von acht Jahren verteilten 122,8 Millionen DKK (16,46 Millionen Euro), die sich Frederiksberg, die Dänische Staatsbahn und Kopenhagen teilen, als „unnötiger Luxus“ eingestuft. Die Aufrüstung mit einem Elektromotor wurde als unnötig und gefährlich bewertet. Dass ein neuartiges System gewählt wurde statt auf bereits bewährte Lösungen aus anderen Städten zu setzen, wurde auch von einem Fachmann wie Michael Colville, Berater beim Büro Copenhagenize, als Kostenrisiko eingestuft.
Nach Auffassung der zuständigen Politikerin sollte es hingegen das „weltbeste Bike-Sharing-System“ werden, das Vorbild für andere Städte werden und so Dänemarks Wirtschaft Wachstum bringen soll. Die ersten Erfahrungen sind zufriedenstellend, wobei Nutzerkommentare allerdings darauf hinweisen, dass es Pedelecs und nicht Fahrräder sind und in Folge der Tarifgestaltung die Räder kaum genutzt werden, im Gegensatz zu den häufig genutzten Systemen mit Gratisnutzung zu Beginn der Leihzeit. Diese Einschätzung besteht auch 2015 fort: die Nutzung ist geringer als erwartet, vermutlich wegen der hohen Tarife, insbesondere im Vergleich zu anderen, stark genutzten Leihradsystemen, wie in Paris oder Hamburg. Von Rasmus Jarlov von den Konservativen wird es entsprechend als „großer Misserfolg“ bewertet, der Hamburger Blog Hamburgize bewertet es als „weltbesten Flop“, u. a. wegen des hohen Nutzungspreises von 3,50 Euro (25 Kronen) pro Stunde.
Das Fahrradverleihsystem ist nicht mehr in Betrieb. Es gibt kommerzielle Anbieter wie das dänische Donkey Bike, für das aktuell nicht bekannt ist, inwieweit die Stadt hierbei noch aktiv ist.

## Wirkungen

### Wirtschaftliche Wirkungen
Die Fahrradkultur in Kopenhagen bringt sowohl direkte als auch indirekte wirtschaftliche Vorteile für die Stadt. Die Stadt hat begründet abgeschätzt, dass jeder Kilometer, der von einer Person per Rad zurückgelegt wird, der Gesellschaft einen Nettogewinn von 1,22 DKK (0,16 Euro) bringt, während zum Vergleich jeder im Auto zurückgelegte Kilometer einen Verlust von 0,69 DKK bringt (0,09 Euro). Diese Zahlen beinhalten Ersparnisse im öffentlichen Sektor, so im Gesundheitswesen, wie auch zusätzliche wirtschaftliche Vorteile im privaten Sektor.

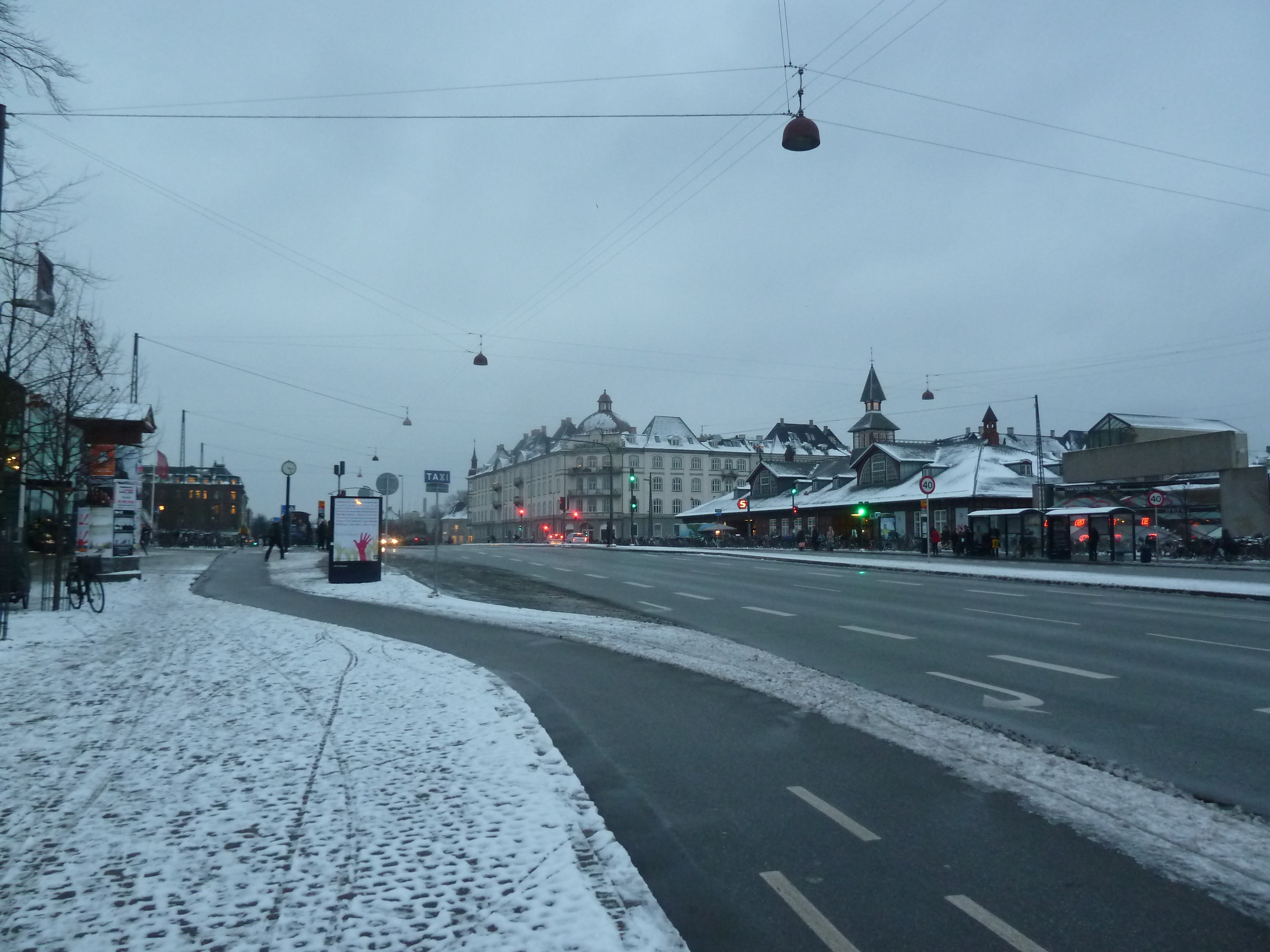
Schneeräumung auf Radwegen – mit höherer Priorität als bei der Fahrbahn. Oslo Plads

Da das Gesundheitssystem in Dänemark aus Steuern mitfinanziert ist, ist bei den wirtschaftlichen Wirkungen der Förderung des Radverkehrs ein wesentlicher Aspekt, dass sich Ersparnisse bei (staatlichen) Gesundheitskosten ergeben. Eine Studie hat eine 30%ige Reduzierung der Todesrate bei erwachsenen täglichen Fahrradpendlern ergeben. So werden die jährlich mit dem Rad zurückgelegten Kilometer und die dadurch dem Gesundheitssystem gesparten Kosten, also der Gewinn, aufaddiert zu einer Summe von 534 Millionen DKK (71,5 Millionen Euro).

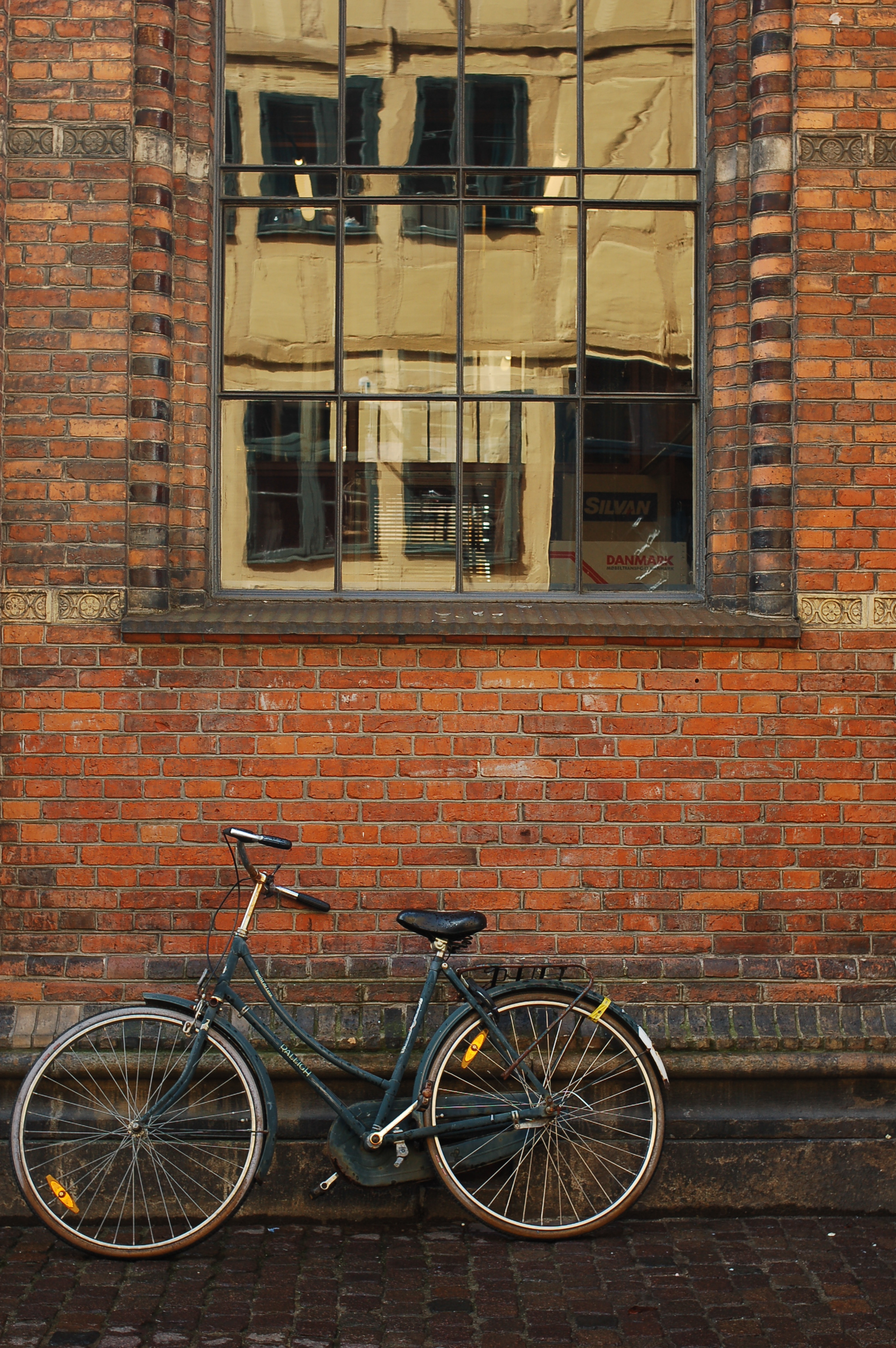
Straßenbild in Kopenhagen: ohne Rad kaum vorstellbar

Zusätzlich profitiert die Gesellschaft von gesteigerter Produktivität in Folge gesünderer Arbeitskräfte. Andere Einsparungen ergeben sich in Folge geringerer Staus und deren Kosten und verringerter Kosten bei der Unterhaltung der Straßen-Infrastruktur.
In der Privatwirtschaft bestehen 289 Fahrradgeschäfte in Kopenhagen, außerdem 20 Unternehmen, die Fahrräder entwickeln, bauen und verkaufen, hauptsächlich die für die Stadt typischen Lastenfahrräder, wie Christiania Bikes, Nihola und Larry vs Harry, aber auch Luxus-Fahrrad-Marken wie Biomega und Velorbis. Diese Firmen bieten 650 Vollzeit-Arbeitsplätze und erzielen einen jährlichen Umsatz von 1,3 Milliarden DKK (174 Millionen Euro).
Hinzu kommt die wirtschaftliche Bedeutung, wo das Rad in Verbindung mit Dienstleistungen für Einwohner und Touristen genutzt wird (Pizza-Service, Fahrradboten). Fahrradverleih und per Rad durchgeführte Stadtführungen haben zu weiteren Arbeitsplätzen und wirtschaftlichen Vorteilen geführt, die in der Höhe schwer zu beziffern sind.
Ein besonderer Aspekt sind auf die Förderung des Radverkehrs spezialisierte Beratungsangebote, die teils durch die öffentliche Hand, teils durch private Firmen bereitgestellt werden. Die Stadt bietet, zusammen mit der dänischen Fahrrad-Botschaft, Vorträge und Führungen an für Vertreter anderer Städte und Staaten, die von Kopenhagens und Dänemarks Kenntnissen und Erfahrungen profitieren möchten. Private Beraterbüros, am bekanntesten sind Copenhagenize Consulting und Gehl Architects, sind international tätig und präsentieren auf zahlreichen Konferenzen und Vortragsveranstaltungen. Nicht zuletzt bringen internationale Konferenzen und Fachexkursionen, die wesentlich auf Kopenhagens Ruf als Fahrradstadt zurückzuführen sind, zusätzliche Übernachtungsgäste.

### Kultureller Einfluss
In der dänischen Fernsehserie Gefährliche Seilschaften fährt die Hauptperson Birgitte Nyborg in der ersten Folge mit dem Fahrrad zur Arbeit nach Borgen, in das Schloss in Kopenhagen, in dem das Parlament tagt. Sie ist zu diesem Zeitpunkt Parlamentsabgeordnete und Vorsitzende einer fiktiven Partei. Später in der Serie, als Premierministerin, wird sie im Regelfall mit dem Dienstwagen gefahren. In einer späteren Folge repariert sie eigenhändig ihr Fahrrad. Nach Angaben der Stadt Kopenhagen fahren 63 % der Parlamentsabgeordneten mit dem Fahrrad in das Parlamentsgebäude.

### Einfluss auf Planer, andere Städte und Fahrradkultur

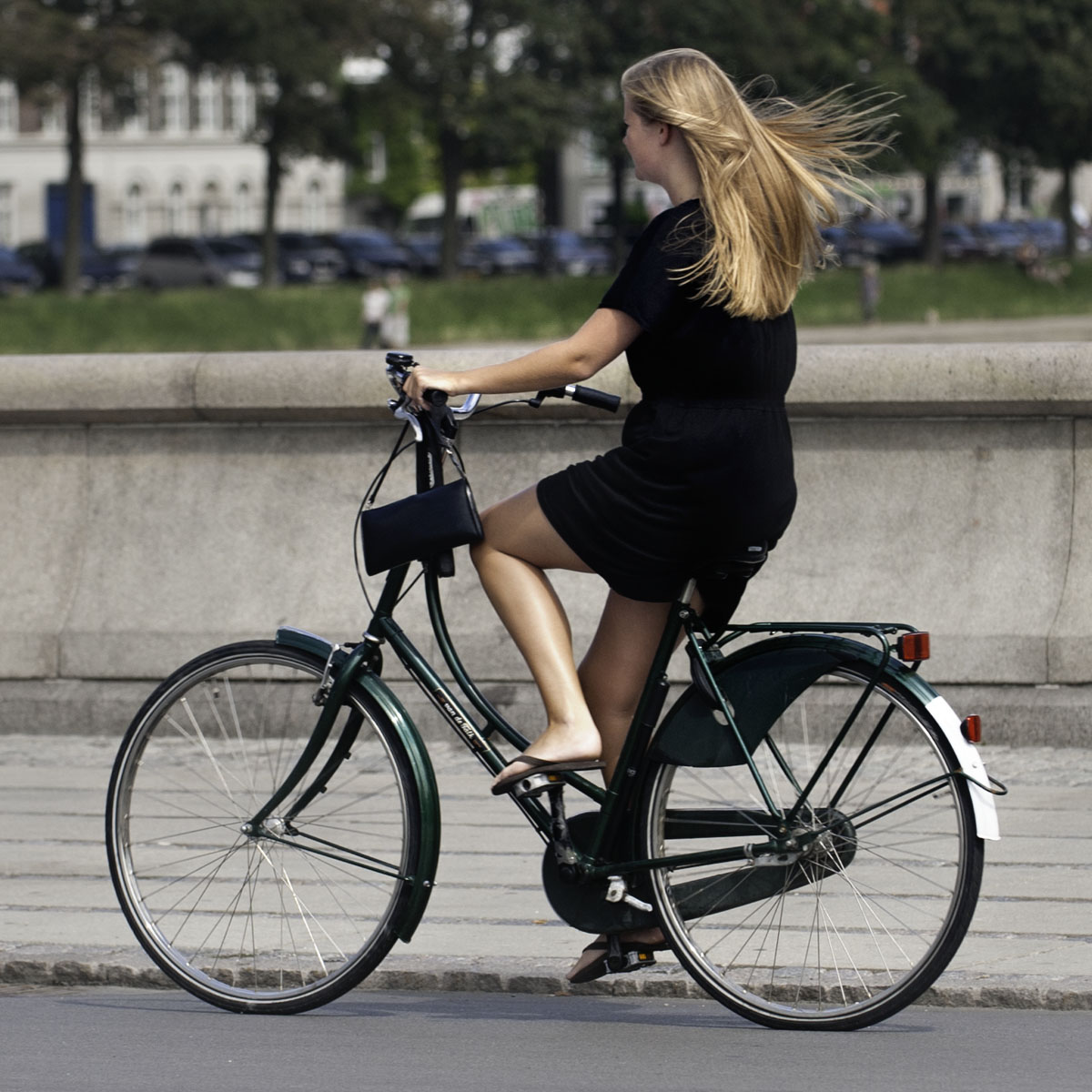
Cycle Chic in Kopenhagen

Kopenhagens weit entwickelte Fahrradkultur hat dazu beigetragen, dass der Begriff copenhagenize (wörtlich: Kopenhagenisieren, was bedeutet „es so machen wie in Kopenhagen“) sich in englischsprachigen Fach- und Fahrradkreisen ausgebreitet und festgesetzt hat. Gemeint ist die Übertragung auf andere Städte, die dem Kopenhagener Beispiel folgend versuchen, die Zahl an Radfahrten deutlich zu steigern, indem ebenfalls die Infrastruktur für das Fahrrad erheblich verbessert wird. Beigetragen hat dazu nicht zuletzt der einflussreiche Blog, geschrieben überwiegend von Michael Colville-Andersen, einem dänischen Berater. Dort wurden unter anderem 2011 und 2013 Ranglisten der fahrradfreundlichsten Städte der Welt (Copenhagenize-Index) veröffentlicht, wo Kopenhagen jeweils Platz 2 hinter Amsterdam erreichte.
In Deutschland wurde der Ruf als Fahrradstadt unter anderem dadurch verbreitet, dass der Bürgermeister für Technik und Umwelt, Klaus Bondam, bei der Velocity-Konferenz 2007 in München einen programmatischen Vortrag im Plenum gehalten hat, bei dem der Anspruch formuliert wurde, Fahrradstadt Nummer 1 in der Welt werden zu wollen. Niels Tørsløv, der oberste Verkehrsplaner in der Stadtverwaltung, hält bei zahlreichen Veranstaltungen weltweit Vorträge über Kopenhagen. Mit Fachexkursionen der Fahrradakademie nach Kopenhagen 2009 und erneut 2012 wurde Know-how nach Deutschland überführt. Etliche Planer, Aktivisten und Fahrradbegeisterte haben eigene Besuche dort unter diesem Gesichtspunkt gemacht. Der deutsche Blog berichtet regelmäßig über neue Planungen und umgesetzte Maßnahmen in Kopenhagen.
2007 wurde der in Kopenhagen ansässige dänische Stadtplaner und Berater Jan Gehl vom Amt für Verkehr der Stadt New York City beauftragt, Straßen umzugestalten, unter dem Gesichtspunkt, die Situation für Fußgänger und Radfahrer zu verbessern. In diesem Zug führte Gehl die Planungschefin Amanda Burden und die oberste städtische Verkehrsplanerin Janette Sadik-Khan mit dem Fahrrad durch Kopenhagen, um zu zeigen, was auch in New York getan werden kann. In der Folge hat New York City inzwischen ein ambitioniertes Fahrrad-Förderprogramm aufgelegt, mit etlichen Kilometern neu gebauter Radwege und neu markierten Radfahrstreifen, einem jetzt verkehrsberuhigten Times Square und einem 2013 neu eröffneten Fahrradverleihsystem.
Ein anderes Beispiel einer Stadt, die den Radverkehr nach Inspiration durch Kopenhagen fördert, ist Melbourne, wo Radwege als Kopenhagener Streifen (Copenhagen lanes) benannt werden. Mit Peking hat Kopenhagen ein Abkommen geschlossen, um enger zusammenzuarbeiten, dem Fahrrad wieder zu einem bedeutsameren Anteil am Verkehrsgeschehen zu verhelfen.
Der damalige britische Verkehrsminister Andrew Adonis ist ebenfalls bereits 2009 durch Kopenhagen gefahren (Großbritannien hat ein für Nationalstaaten ambitioniertes Fahrrad-Förderprogramm, allerdings auf, aus mitteleuropäischer Sicht, sehr niedrigem Ausgangsniveau). Auch der damalige russische Präsident Medwedew hat Kopenhagen unter diesem Gesichtspunkt besucht.
Der gute Ruf von Kopenhagen als Fahrradstadt wurde weltweit gefestigt durch die Velocity-Konferenz 2010 in Kopenhagen selbst. Weiter verbreitet wurde er durch die englischsprachigen Fernsehsender CNN mit der Serie Futures Cities (Städte der Zukunft) und dem Moderator Richard Quest und Al Jazeera mit der Serie Earthrise (Erdaufgang).
Ein weiterer Einfluss auf die Fahrrad-Kultur ist die Cycle Chic-Bewegung. Sie wuchs in Folge von Reaktionen auf ein Foto, auf dem ein Mädchen normale Kleidung trägt, während sie Fahrrad fährt, das den Fotografen Michael Colville-Andersen inspirierte, den Blog Copenhagen Cycle Chic einzuführen, mit Abbildungen anfangs hauptsächlich weiblicher Personen, die in modischer Alltagskleidung ihr Rad benutzen. Dessen Beliebtheit hat inzwischen zu über 100 Cycle Chic-Blogs weltweit geführt, mit ähnlichen Fotothemen, zum Beispiel in Hamburg, das 2013 mit einem Foto den Deutschen Fahrradpreis gewonnen hat.

## Kritik

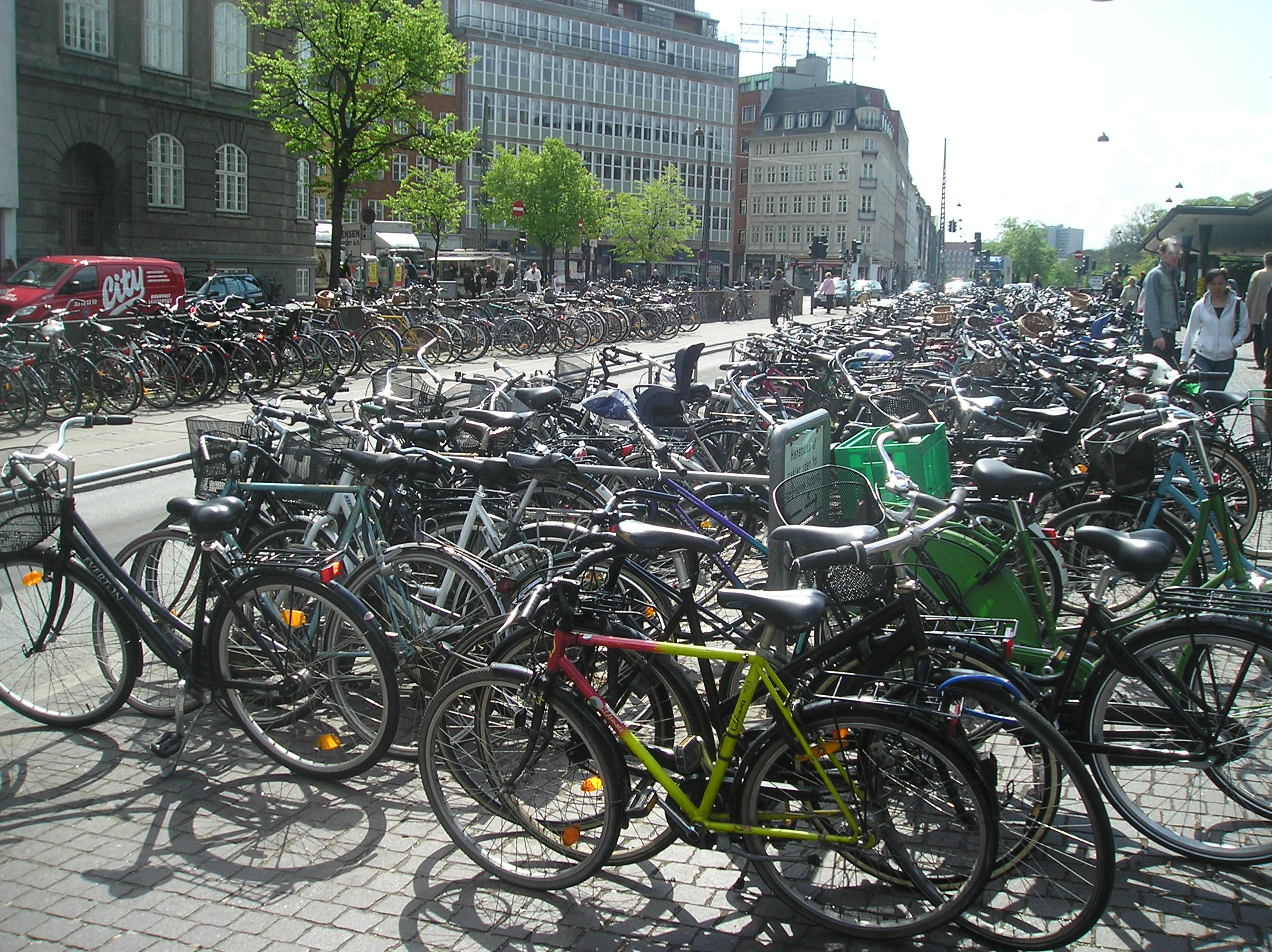
Die Fahrradabstellmöglichkeiten sind dem Bedarf nicht angemessen

2009 veröffentlichte der Blogger David Hembrow, ein Brite, der in den Niederlanden lebt, einen Post in seinem Blog A view from the cycle path (Ein Blick vom Radweg) mit dem Titel The truth about Copenhagen (Die Wahrheit über Kopenhagen). Dort kritisiert er das Konzept der Copenhagenization, weil, so seine Meinung, die meisten Städte in den Niederlanden Kopenhagen weit voraus seien. Der Post erregte, neben anderen, Aufmerksamkeit beim Leiter des Kopenhagener Fahrradprogramms, Andreas Røhl, der Hembrow in zahlreichen Punkten Recht gab.
Kernpunkte der Kritik waren, dass
- Radwege (und Radfahrstreifen) in Kopenhagen keine echte Abgrenzung gegenüber dem Kraftfahrzeugverkehr haben, außer einem kleinen Bordstein, was zu großer Nähe zum Autoverkehr führt, verglichen mit 1,50 m als Standardabstand in den Niederlanden;
- die Wege selbst sehr eng sind, oft nur 2,00 oder 2,20 m breit, verglichen mit dem 2,50 m-Standard in den Niederlanden;
- an Straßenkreuzungen Kfz- und Radverkehr nicht komplett voneinander getrennt seien, wie dies in den Niederlanden der Fall sei, und
- dass Kopenhagens Verkehrsmittelwahl-Statistik bequemerweise die „alle Wege“-Statistik übergehe und nur über die eindrucksvolleren Zahlen für Pendlerverkehre berichte.[99]

In der Konsequenz hat die Stadt Kopenhagen in ihrem Bicycle Account 2012 ein Kapitel aufgenommen, in dem ein Vergleich mit Amsterdam als Nummer 1 der (großen) Fahrradstädte gezogen wird. Es wird zugestanden, dass Amsterdams Radverkehrsanteil besonders außerhalb des Zentrums höher ist, die Zahl der Fahrradstellplätze dort weitaus höher ist und die Investitionen in den Radverkehr dort über Jahre höher lagen. Andererseits haben sich die Investitionshöhen angeglichen, und bei der Entwicklung der Unfallzahlen liegt Kopenhagen seit 2009 günstiger.
Radfahrer, welche mit der Situation in Kopenhagen vertraut sind, bemängeln zudem eine Oberflächlichkeit der Maßnahmen zur Verbesserung des Radverkehrs. So seien Abstützhilfen an Ampeln, Ampelphasenanzeiger und öffentliche Luftpumpen für Radfahrer zwar positive Aspekte. Allerdings würde die spärliche Anwendung dieser Mittel konkret nur selten einen Vorteil bringen.
Ein anderer Kritikpunkt an der Fahrrad-Kultur in Kopenhagen ist, dass die vorrangige Ausrichtung der städtischen Politik auf die Förderung des Radverkehrs eine Kultur des schlechten Benehmens unter den Radfahrern gefördert habe. Mikael le Dous, Vorsitzender des kleinen Dänischen Fußgängerverbandes, geht so weit, die Radfahrer als „Plage der Gehwege“ zu bezeichnen, während ein anderes Mitglied sich beschwert, dass „die Radfahrer alles übernommen“ hätten. In einer Serie von Artikeln zum Thema in der dänischen Zeitung Ekstra Bladet sagt ein leitender dänischer Verkehrspolizist, dass Kopenhagens Radfahrer „egoistisch“ seien, und fordert einen Wechsel der Fahrrad-Kultur.
Im Gegensatz dazu haben internationale Beobachter festgestellt, dass Kopenhagens Radfahrer im Vergleich zu Radfahrern in anderen Ländern diszipliniert seien und sich gut verhalten. In einer Erhebung des Niederländischen Fahrradrates (Fietsberaad) bemerkte dieser, dass „Radfahrer die Verkehrsregeln recht gut beachten. In Kopenhagen empfinden die Leute dies nicht so, so dass andere Straßennutzer sich in erheblicher und wachsender Zahl über das Radfahrerverhalten beschweren. Aber verglichen mit Radfahren in den Niederlanden ist alles sehr ordentlich und diszipliniert. Über 90 % der Radfahrer halten bei Rotlicht. Drei Radfahrer nebeneinander, Mitfahrer auf dem Gepäckträger oder (die Nutzung) des Handys (sind) seltene Ereignisse.“
Einige Beobachter wie die britische Tageszeitung The Guardian sehen, wie die Stadtverwaltung selbst, das Radfahrer-Verhalten im Zusammenhang mit dem neu aufkommenden Problem von Radfahrer-Staus: Es seien einfach zu viele Radfahrer im Verhältnis zur vorhandenen Infrastruktur. Während der Spitzenzeiten am Morgen und Nachmittag ist es an Knotenpunkten der Hauptverbindungen nicht ungewöhnlich, dass so viele Radfahrer unterwegs sind, dass nicht alle während einer Grünphase überqueren können. Ein anderes Problem in den Spitzenzeiten ist, dass zu wenig Platz an den Knotenpunkten besteht, was sich durch unterschiedliche Geschwindigkeiten der Radfahrer verschärft, so dass die Bewegungsfreiheit eingeschränkt sei und Abstände beim Überholen zu gering seien. Dies schaffe eine einschüchternde Atmosphäre für Kinder, Ältere und wenig erfahrene Radfahrer.
Dies hat wiederum zu einem Konflikt über die Flächenverteilung geführt, in dem Fahrradverbands-Vertreter bemängeln, dass zu wenig für die Mehrheit der Fußgänger und Radfahrer getan werde, während nur 29,1 % der Stadtbewohner ein Auto besitzen. Autolobbyisten, wie der Dänische Motorverband, empfinden, dass die Hauptstadt Autos hasse, und dass die Aktivitäten zu Gunsten des Radverkehrs bereits zu weit gegangen seien.
Im Gegensatz dazu wird von deutschen Kommentatoren die Autolastigkeit der Stadt durchaus mit der Situation in deutschen Städten verglichen. Der Platz für die Radwege wurde oft vor allem dem Fußverkehr genommen: „Gerade in Bereichen mit Außengastronomie liegt die Breite oftmals bei nur noch etwa 1 – 1,5 Metern“, so dass es zu Problemen bei der Begegnung von Fußgängern kommt, oder besonders, wenn Kinderwagen oder Rollstühle beteiligt sind.

## Filme
- Streetfilms: Reise durch Kopenhagens neueste Fahrrad-Innovationen, 2014[114]
- Aufsteigen, bitte! Film der Medienwerkstatt Nürnberg, Erstausstrahlung am 13. Oktober 2013.[115]
- Copenhagen Top 10 Bicycle Friendly Design Elements von Copenhagenize.com, auf Velophil, das Fahrrad-Blog. 15. Juli 2013, in: Andrea Reidl: Was Radwege-Design vorbildlich macht, mit Filmen in Englisch[116],
- Street Films: 'Radfahren in Kopenhagen durch nordamerikanische Augen von Clarence Eckerson, Jr., in Englisch[117]
- CNN Future Cities: Kopenhagenisierung in der dänischen Hauptstadt, in Englisch[118]
- Al Jazeera, Earthrise episode 8: Rad fahren in Kopenhagen, in Englisch[119]